# Història de la botànica

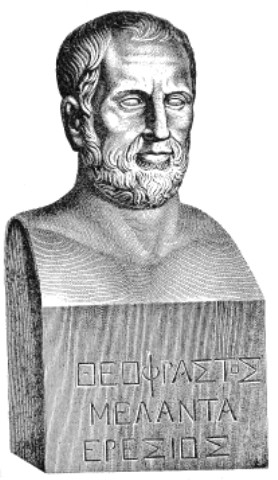
Bust de Teofrast, considerat el pare de la botànica

La història de la botànica és l'exposició i narració de les idees, investigacions i obres relacionades amb la descripció, classificació, funcionament, distribució i relacions dels organismes pertanyents als regnes Fungi, Chromista i Plantae durant els diferents períodes històrics.[a] [b]
Des de l'antiguitat, l'estudi dels vegetals s'ha abordat amb dues aproximacions bastant diferents: la teòrica i la utilitària. Des del primer punt de vista, el que es denomina botànica pura, la ciència de les plantes, es va erigir pels seus propis mèrits com una part integral de la biologia. Des d'una concepció utilitària, d'altra banda, l'anomenada botànica aplicada era concebuda com una disciplina subsidiària de la farmàcia, la medicina o l'agronomia. En els diferents períodes de la seva evolució una o una altra aproximació ha predominat, si bé en els seus orígens -que daten del segle viii aC- l'aproximació aplicada va ser-ne la preponderant.
La botànica, com moltes altres ciències, va aconseguir la primera expressió definida dels seus principis i problemes en la Grècia clàssica i, posteriorment, va continuar desenvolupant-se durant l'època de l'Imperi Romà. Teofrast, deixeble d'Aristòtil i considerat el pare de la botànica, va llegar dues obres importants que se solen assenyalar com l'origen d'aquesta ciència: De historia plantarum (Història de les plantes) i De causis plantarum (Sobre les causes de les plantes). Després de la caiguda de l'Imperi Romà d'Occident al segle v, totes les conquestes aconseguides en l'antiguitat clàssica van haver de redescobrir-se a partir del segle xii, ja que es van perdre o van ser ignorades en part durant l'alta edat mitjana. La tradició conservadora de l'Església i la tasca de diverses personalitats van fer avançar, encara que molt lentament, el coneixement dels vegetals durant aquest període.
Als segles XV i XVI la botànica es va desenvolupar com una disciplina científica, separada de l'herboristeria i de la medicina, si bé va continuar contribuint-ne a ambdues. Diversos factors van permetre el desenvolupament i progrés de la botànica durant aquests segles: la invenció de la impremta, l'aparició del paper per a l'elaboració dels herbaris, i el desenvolupament dels jardins botànics, tot això unit al desenvolupament de l'art i ciència de la navegació, que va permetre la realització d'expedicions botàniques. Tots aquests factors conjuntament van suposar un increment notable en el nombre d'espècies conegudes i van permetre la difusió del coneixement local o regional a una escala internacional.
Impulsada per les obres de Galileu, Kepler, Francis Bacon i Descartes, en el segle xvii es va originar la ciència moderna. A causa de la creixent necessitat dels naturalistes europeus d'intercanviar idees i informació, es van començar a fundar les primeres acadèmies científiques. Joachim Jungius va ser el primer científic que va combinar una mentalitat entrenada en la filosofia amb observacions exactes de les plantes. Tenia l'habilitat de definir els termes amb exactitud i, per tant, de reduir l'ús de termes vagues o arbitraris en la sistemàtica. Es considera el fundador del llenguatge científic, que va ser desenvolupat més tard per l'anglès John Ray i perfeccionat pel suec Carl von Linné.
A Carl von Linné se li atribueixen diverses innovacions centrals en la taxonomia. En primer lloc, la utilització de la nomenclatura binomial de les espècies en connexió amb una rigorosa caracterització morfològica. En segon lloc, l'ús d'una terminologia exacta. Basat en el treball de Jungius, Carl von Linné va definir amb precisió diversos termes morfològics que serien utilitzats en les seves descripcions de cada espècie o gènere, en particular aquells relacionats amb la morfologia floral i amb la morfologia del fruit. No obstant això, el mateix Carl von Linné va notar les falles del seu sistema i va buscar-ne en va noves alternatives. El seu concepte de la constància de cada espècie va ser un obstacle obvi per aconseguir establir un sistema natural, ja que aquesta concepció de l'espècie negava l'existència de les variacions naturals, les quals són essencials per al desenvolupament d'un sistema natural. Aquesta contradicció va romandre durant molt de temps i no va ser resolta fins a 1859 amb l'obra de Charles Darwin. Durant els segles xvii i XVIII també es van originar dues disciplines científiques que, a partir d'aquest moment, tindrien una profunda influència en el desenvolupament de tots els àmbits de la botànica: la i la fisiologia vegetal.
Les idees essencials de la teoria de l'evolució per selecció natural de Darwin influirien notablement en la concepció de la classificació dels vegetals. D'aquesta manera, van aparèixer les classificacions filogenètiques, basades primordialment en les relacions de proximitat evolutiva entre les diferents espècies, reconstruint la història de la seva diversificació des de l'origen de la vida a la Terra fins a l'actualitat. El primer sistema admès com a filogenètic va ser el contingut en el Syllabus der Planzenfamilien (1892) d'Adolf Engler i conegut més tard com sistema d'Engler les nombroses adaptacions posteriors del qual han estat la base d'un marc universal de referència segons el qual s'han ordenat (i se segueixen ordenant) molts tractats de flors i herbaris de tothom, si bé alguns dels seus principis per interpretar el procés evolutiu en les plantes han estat abandonats per la ciència moderna.
Els segles xix i xx han estat particularment fecunds en les investigacions botàniques, les quals han portat a la creació de nombroses disciplines com l'ecologia, la geobotànica, la citogenètica i la biologia molecular i, en les últimes dècades, a una concepció de la taxonomia basada en la filogènia i en les anàlisis moleculars d'ADN i a la primera publicació de la seqüència del genoma d'una angiosperma: Arabidopsis thaliana.

## Edat antiga

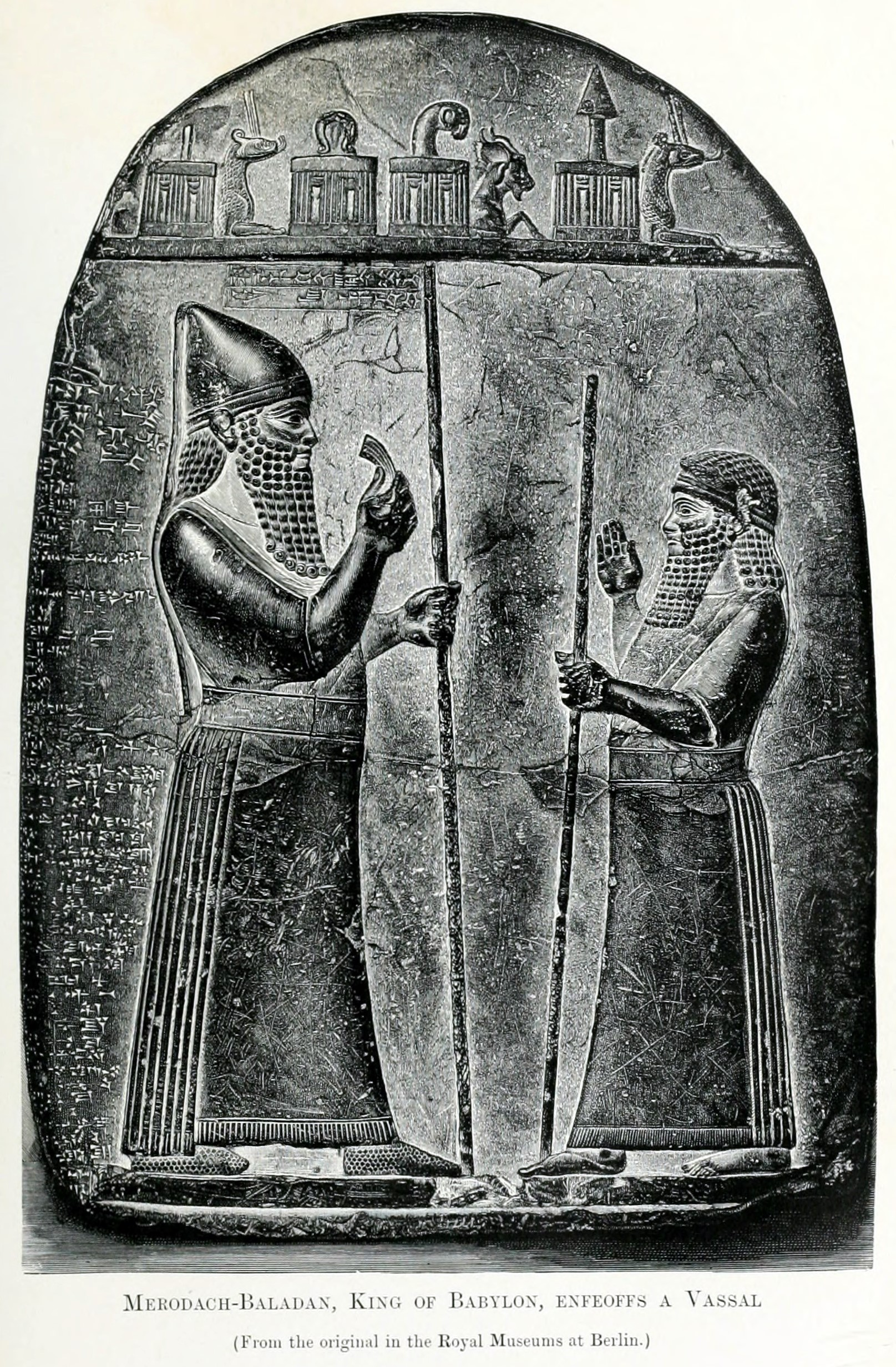
Merodach-Baladan, rei de Babilònia, original del Museu de Berlín

A causa de la seva ocupació com a aliment, vestits i guariment de les malalties, la utilització de les plantes és una de les activitats humanes que ha deixat registres històrics més antics. Els primers provenen del segle viii aC i es troben consignats en una tauleta assíria conservada en el Museu Britànic, que mostra dues columnes de noms en els seus dos costats, els quals enumeren no menys de 61 noms en accadi de plantes conreades als jardins de Merodach-Baladan (el nom bíblic de Marduk-Apal-Iddina II). La columna I de la tauleta s'inicia amb l'all, seguit per la ceba i el porro, després esmenta l'enciam, el cogombre i el rave, i més tard continua amb les restants plantes comestibles, farratgeres, de condiment, medicinals i ornamentals, que es conreaven en aquells dies a Mesopotàmia.
A l'antiga Xina, Shennong, també conegut com l'«emperador dels Cinc Grans», va ser un emperador i heroi cultural que va viure fa uns 5.000 anys i és considerat com el pare de l'agricultura xinesa. Shennong, segons la llegenda, va ensenyar a la seva gent el cultiu dels cereals com a font d'aliment amb la finalitat d'evitar la caça d'animals. No obstant això, el primer text específicament relacionat amb la botànica registrat va ser Tzu-I Pên Tshao Ching (La farmacopea clàssica de Tzu-I) i tota l'evidència indica que va ser escrit durant l'època en què va viure Confuci o poc després (segle v aC).
L'escriptura vèdica de l'Índia esmenta les plantes que posseeixen propietats màgiques.
El Sushruta Samhita esmenta específicament unes 700 plantes que es van utilitzar amb finalitats medicinals. El text subratlla la importància d'utilitzar plantes per tractar diverses malalties i proporciona una comprensió completa de la medicina herbal a l'antiga Índia.
D'altra banda, el Charaka Samhita és un altre text ayurvèdic important que inclou un sistema de classificació de les plantes. Aquesta classificació es basa en diferents criteris, com ara l'hàbitat de la planta, la presència de flors i fruits i el mode de propagació. Mitjançant la categorització de les plantes segons aquestes característiques, el text pretenia organitzar i sistematitzar l'ampli coneixement de les plantes medicinals a l'Índia.

### Antiguitat clàssica

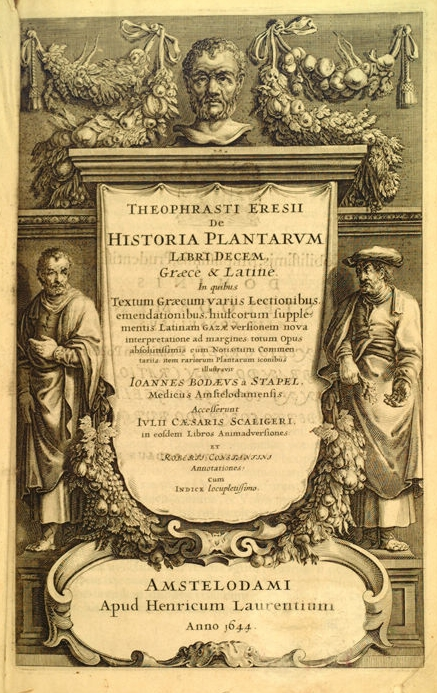
Frontispici de l'edició il·lustrada de 1644 de De historia plantarum de Teofrast

La ciència de les plantes, com moltes altres, va tenir la primera expressió definida dels seus principis i problemes en la Grècia clàssica, posteriorment va ser l'Imperi Romà qui va continuar-ne el desenvolupament. Entre totes les figures d'aquesta època destaquen Aristòtil, Teofrast, Plini el Vell i Dioscòrides.
Aristòtil (384-322 aC) va recopilar una valuosa informació sobre espècimens vegetals i animals de la major part del món llavors conegut; dividí les plantes en dos grups, «plantes amb flors» i «plantes sense flors», incloent en aquest últim les falgueres, les molses, les hepàtiques, els fongs i les algues observades fins aquell moment.
Un primer interès científic per les plantes, o més aviat filosòfic, es troba en l'obra del grec Empèdocles d'Agrigent (490-430 aC), el representant més conegut de l'escola pitagòrica. Va explicar que les plantes no sols tenen ànima, sinó també alguna forma de sentit comú perquè, per molt que se'ls hi impedeixi, insisteixen en la seva intenció i creixen cap a la llum. Empèdocles també va assenyalar que el cos d'una planta no forma un tot integrat, com el d'un animal, sinó que sembla com si cada part visqués i creixés pel seu compte. Actualment s'expressa la mateixa idea en termes de desenvolupament obert o indeterminat.[c]
Teofrast (372-287 aC) va ser deixeble d'Aristòtil i va heretar-ne la direcció del Liceu, a més de la seva biblioteca. Teofrast va llegar dues obres importants que se solen assenyalar com l'origen de la botànica com a ciència: De historia plantarum (Sobre la història de les plantes) i De causis plantarum (Sobre les causes de les plantes). L'obra de Teofrast és la més important sobre el tema de tota l'antiguitat i l'edat mitjana. En la primera, composta per 17 monografies, es van descriure 480 espècies, molts dels noms dels quals (tals com Crataegus, Daucus, Asparagus, Narcissus, entre altres) es conserven en l'actualitat. Teofrast va establir una classificació de les plantes en arbres, arbusts, subarbusts i herbes que, encara que molt artificial, va tenir gran difusió, i que es considera com la primera classificació artificial. En aquesta obra es diferencien fins i tot dins de les herbes les plantes anuals, biennals i perennes. En De causis plantarum, Teofrast va delinear els conceptes d'hipogínia, perigínia i epigínia, és a dir, la idea que les flors es poden classificar d'acord amb la posició relativa de l'ovari respecte de les altres peces florals. A més, va esbossar les diferències entre les plantes monocotiledònies i dicotiledònies i va incloure una llista descriptiva de plantes medicinals. Teofrast va reconèixer, a més, diferències entre diversos teixits vegetals i va desenvolupar idees bàsiques sobre diversos tipus de reproducció asexual i sexual, conceptes que desgraciadament no va tenir en compte en la seva classificació.
Els romans van abordar-ho amb un sentit més pràctic, menys emparentat amb la ciència pura que amb l'enginyeria o la ciència aplicada. Exemple d'aquest caràcter pràctic és l'enciclopèdia de Plini el Vell (23-79) Naturalis Historiæ (Història natural), obra voluminosa de la qual es coneixen 37 llibres: els volums 12 al 27 són dedicats a les plantes. És un ampli compendi de fets i fantasies sobre els éssers vius, en el qual, de vegades, es confon la realitat amb la ficció.
La mateixa orientació pràctica va animar l'obra de Dioscòrides (c. 40-90), metge grec al servei de l'exèrcit imperial romà, l'obra del qual De Materia Medica (Els materials de la medicina) està dedicada, com el seu títol al·ludeix, a l'herboristeria, i va tenir una gran influència en aquesta àrea del coneixement fins al segle xvii. De Matèria Medica, en els seus llibres 3 i 4, detalla observacions de 600 plantes, que classifica d'acord amb les seves propietats farmacològiques; aconseguí reconèixer grups naturals de plantes, tals com les labiades (Lamiaceae) i les umbelíferes (Apiaceae), encara que les seves descripcions són molt concises. Es tracta d'un important treball en què es reuneix tot el saber fitoterapeuta de l'època, i la influència del qual va dominar fins al Renaixement.
S'estima que, aproximadament, entre 1.300 i 1.400 espècies de plantes es coneixien en l'època de l'Imperi Romà.

## Edat mitjana

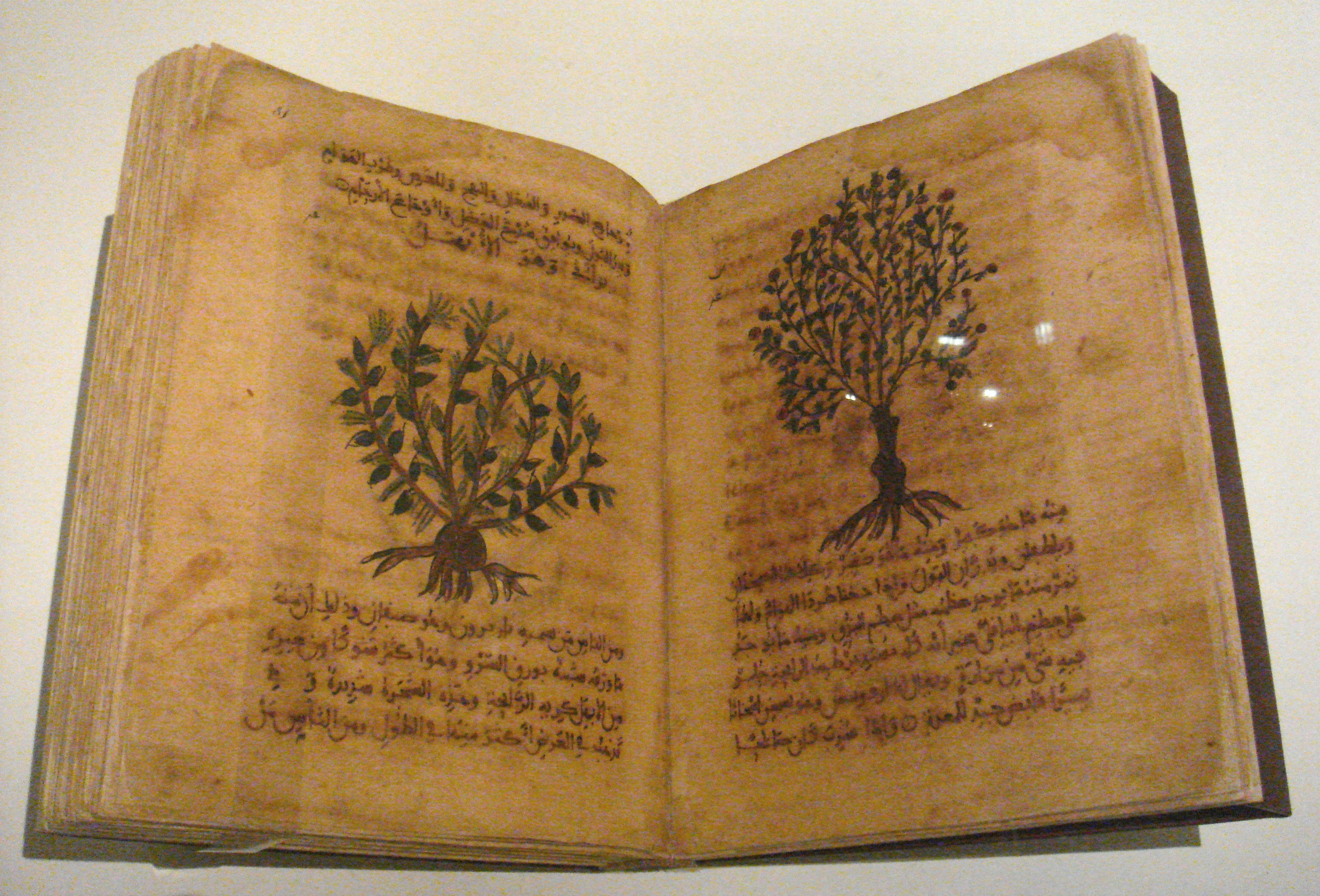
De Materia Medica de Dioscòrides en idioma àrab. Al-Àndalus, segle XII-XIII

Totes les conquestes aconseguides en l'antiguitat clàssica van haver de ser redescobertes a partir del segle xii, per haver-se perdut o ignorat bona part d'elles durant la baixa edat mitjana, després de la caiguda de l'Imperi Romà d'Occident en el segle v. Només la tradició conservadora de l'Església i la labor d'algunes personalitats van fer avançar, encara que molt lentament, el coneixement dels vegetals.
Durant l'edat mitjana ha d'assenyalar-se la gran importància que van tenir els àrabs, que van dominar en aquella època gran part d'Occident. El biòleg kurd Abu-Hanifa ad-Dinawarí (828-896) es considera el fundador de la botànica àrab a causa de la seva obra Kitab an-nabat (Llibre de plantes), en la qual es ressenyen almenys 637 espècies de plantes i es discuteix el desenvolupament vegetal, des de la germinació fins a la senescència, descrivint les fases del creixement i la producció de flors i fruits.
L'obra de Teofrast De historia plantarum va servir com a punt de referència durant diversos segles i va ser ampliada aproximadament en l'any 1200 per Giovanni Bodeo da Stapelio, que va agregar-hi comentaris i dibuixos. En aquest mateix segle, el biòleg andalusí Abu-l-Abbàs an-Nabatí va desenvolupar un mètode científic per a la botànica, introduint tècniques empíriques i experimentals per a les proves i descripcions de les herbes medicinals, separant la informació no verificada d'aquella recolzada per l'observació i l'experimentació. El seu alumne Ibn al-Baytar (1197-1248) va escriure una enciclopèdia farmacèutica (Kitab al-jami fi al-adwiya al-múfrada (Llibre de medecines i productes alimentaris simples), en què va descriure 1.400 espècies de plantes, aliments i drogues, 300 de les quals eren descobriments propis. La seva obra va ser traduïda al llatí i va tenir una gran influència en el desenvolupament dels biòlegs i herboristes europeus dels segles XVIII i xix. Durant el califat de Còrdova va destacar la labor d'Abu-l-Qàssim Khàlaf ibn al-Abbàs az-Zahrawí, més conegut com a Albucasis (936-1013), que va escriure la seva Higiene, obra que conté 166 dibuixos de plantes amb comentaris sobre elles. D'importància central en aquesta època va ser Albert Magne (1193-1206), l'obra del qual De vegetabilis et plantis libri septem (Set llibres de vegetals i plantes, 1250) constitueix un assaig d'inspiració aristotèlica en el qual s'inclouen problemes de fisiologia vegetal i una classificació de les plantes refonent la d'Aristòtil i la de Teofrast i en què es distingeixen les plantes «sense fulles» (que inclouen bona part de les criptògames) de les plantes «amb fulles» (les plantes superiors). Aquestes últimes, al seu torn, les va dividir en «plantes corticades» (les que després serien denominades monocotiledònies) i «plantes tunicades» (més tard conegudes com a dicotiledòmies).

### Herbaris medievals
Els estudiosos de les plantes del període manuscrit consideraven útil il·lustrar els seus escrits per fer-los més intel·ligibles; i a aquest efecte van incorporar en els seus textos il·lustracions acolorides. Però els successius copistes, al llarg d'un període de mil anys, varen afegir progressives distorsions, per la qual cosa les il·lustracions, en comptes de resultar una ajuda, es van convertir en un obstacle per a la claredat i precisió de les descripcions. D'altra banda, aquells autors que renunciaven a incorporar il·lustracions en els seus textos, van comprovar que les seves descripcions textuals eren incapaces de descriure les plantes amb suficient fidelitat perquè poguessin ser reconegudes, car les mateixes plantes rebien noms diferents en diferents llocs i, a més, el llenguatge botànic no estava desenvolupat. Per aquest motiu, finalment, molts autors renunciaren també a descriure les plantes i s'acontentaren a enumerar tots els noms que coneixien de cada planta, així com les malalties humanes per a les quals resultaven beneficioses. Aquesta enumeració de noms vulgars de plantes i els seus usos medicinals constituïa l'herbari medieval.

## Renaixement

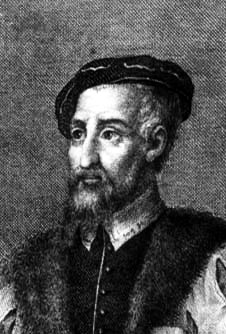
Andrés Laguna

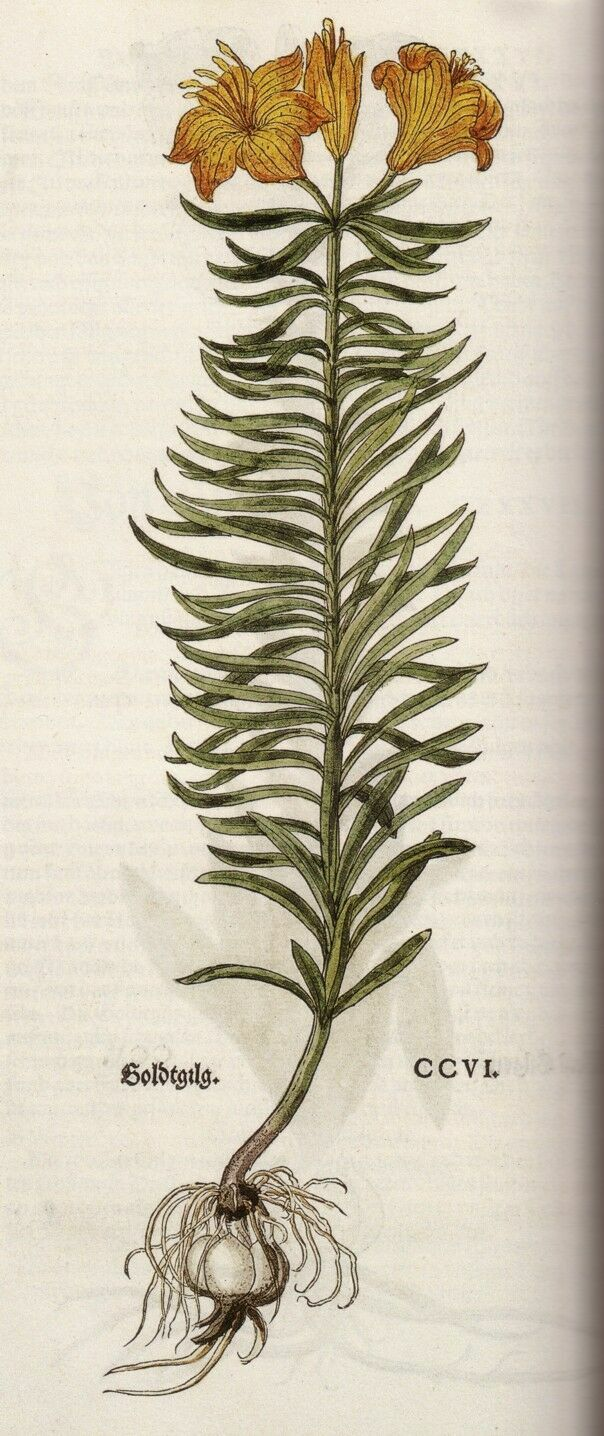
Dibuix d'un lliri safranat (Lilium bulbiferum) en De historia stirpium commentarii insignes

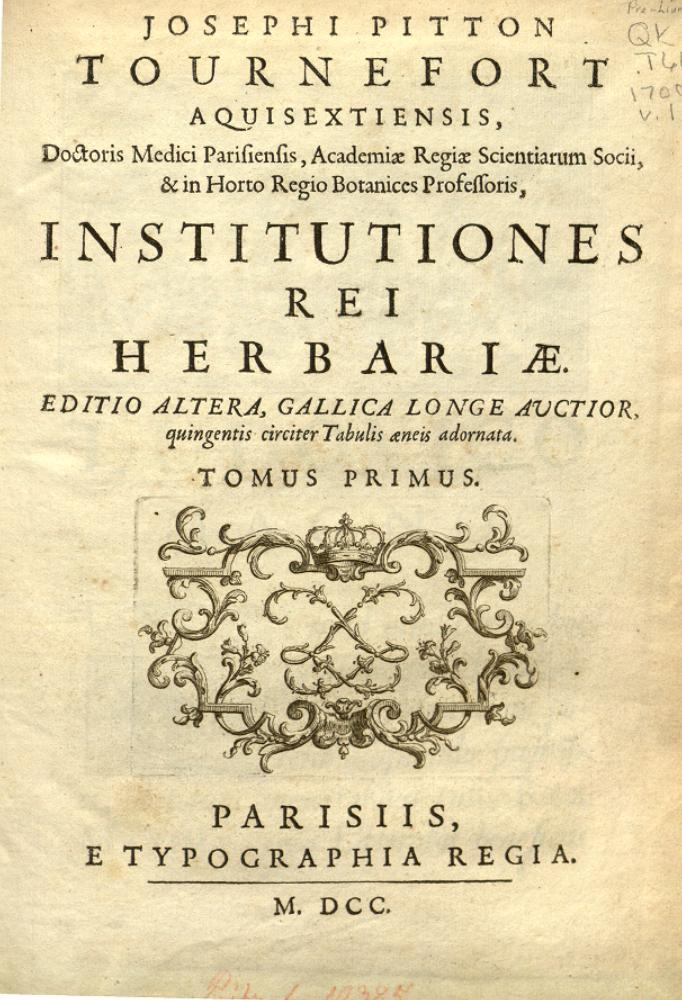
Portada dInstitutiones Rei Herbariae (1700)

El Renaixement va suposar una revolució en el món de les ciències, car es va emprendre l'estudi minuciós de l'univers material i de la naturalesa humana per mitjà d'hipòtesis i experiments, que s'esperaven que conduïssin a la novetat i al canvi. Diversos factors van contribuir al desenvolupament i progrés de la botànica: la invenció de la impremta, l'aparició del paper per a l'elaboració dels herbaris, i el desenvolupament dels jardins botànics (el primer va ser el de Pàdua, el 1545), factors que conjuntament van suposar un increment notable en el nombre de plantes conegudes, tot això unit al desenvolupament de l'art i ciència de la navegació, que va permetre la realització d'expedicions botàniques.
El text de Dioscòrides no va restar mai oblidat, sinó que va ser copiat i de vegades comentat o ampliat, durant l'edat mitjana i el Renaixement, no solament a Europa sinó també en el món islàmic. La primera versió impresa n'és de 1478, però a partir de 1516 se'n van succeir nombroses edicions il·lustrades i comentades, entre les quals destaquen la italiana d'Andrea Mattioli, probablement la que més va contribuir a la difusió de l'obra de Dioscòrides, o l'edició espanyola de Andrés Laguna.
En el segle xvi es van fundar, al nord d'Itàlia, els primers jardins botànics. L'estudi empíric de les plantes de cada país i de les exòtiques, portades pels exploradors europeus i conreades en jardins, va començar de nou, i van començar a publicar-se tractats i catàlegs que ja no es limitaven a reproduir o simplement comentar l'obra dels antics, sinó que, comprovada la insuficiència dels catàlegs antics, buscaven obtenir i presentar un coneixement al més exhaustiu possible de la diversitat de les plantes. L'esquema classificatori va seguir sent en aquest període deutor del de Teofrast. Al començament del segle xvi, un grup de botànics centreeuropeus es van interessar particularment per les qualitats curativas de les plantes i es van esforçar a dibuixar i descriure amb fidelitat les plantes que creixien a la seva terra natal, que van publicar en llibres «sobre herbes» o «herbaris», per la qual cosa se'ls coneix com a «herboristes». Aquests herbaris, que contenien llistes i descripcions de nombroses herbes, les seves propietats i virtuts, particularment referides a la seva utilització com a plantes medicinals, van tenir la virtut de suplementar i, més tard, reemplaçar el coneixement transmès oralment. Els primers herbaris d'aquest tipus proveïen solament informació sobre propietats medicinals, reals o imaginàries, d'un grup de plantes. Amb el córrer del temps, tals herbaris van anar incloent un nombre més gran d'espècies, moltes freturoses de valor medicinal però amb certes característiques inusuals o ornamentals. El nombre de còpies d'aquests herbaris manuscrits ha d'haver estat bastant limitat. La invenció de la impremta no solament va permetre multiplicar la quantitat d'aquestes obres, sinó també la reproducció de dibuixos amb una major qualitat que la dels seus predecessors.
El primer dels herbaris que es va escriure a Europa en aquest període en el qual, si bé s'utilitzava com a base la indiscutida autoritat científica de De Materia Medica de Dioscòrides, es va afegir descripcions de noves plantes de les regions en què els autors vivien, va ser Herbarium vivae Eicones de l'herborista Otto Brunfels (1489-1535), publicat a Estrasburg el 1530. Conjuntament amb Jerome Bock i Leonhart Fuchs, Otto Brunfels és considerat un dels tres pares de la botànica alemanya.
L'obra (New) Kreuter Buch (Nou llibre d'herbes, 1539) de Jerome Bock (també conegut com a Hieronymus Tragus, 1498-1554) ha estat reconeguda no sols per les seves descripcions de plantes sinó també com una font de l'idioma alemany tal com es parlava en el segle xvi. La primera edició de la seva obra mancava d'il·lustracions, ja que Tragus no podia afrontar-ne el cost. Per compensar la falta de representacions visuals de les plantes, Bock va descriure cada espècimen clarament i minuciosa en l'alemany vernacle parlat per la gent en comptes del llatí usualment utilitzat en aquest tipus d'obres. Així mateix, en lloc de seguir Dioscòrides com era tradicional, va desenvolupar el seu propi sistema de classificació de les 700 plantes que componien el llibre. L'obra De historia stirpium commentarii insignes (Comentaris notables sobre la història de les plantes, 1542) de Leonhart Fuchs (1501-1566), no es va arribar a completar, però sí la traducció alemanya Neu Krauterbuch (Nou llibre d'herbes, 1543), en què es dediquen diverses pàgines a un glossari terminològic botànic i es descriuen 500 espècies.
En aquest període va destacar també Matthias de L'Obel (o Lobelius) (1538-1616), autor de Stirpium adversària nova (1570), posteriorment editada amb el títol de Plantarum seu stirpium historia (1576) i en la qual mostra una classificació basada en caràcters de fulles, que malgrat arribar a conclusions inexactes, traça d'una manera molt aproximada la diferència entre monocotiledònies i dicotiledònies. Euricius Cordus (1486-1535) va escriure Botanologicon (1534) i el seu fill Valerius Cordus (1515-1544) va ser autor d'obres tan importants com Historia stirpium libri V (1561), publicades després de la seva mort, en les quals es descriuen 502 espècies amb excel·lents il·lustracions. Carolus Clusius (1525-1609), un eximi botànic i horticultor, va ser l'autor de Rariorum plantarum història, llibre il·lustrat amb més de mil gravats, en què va tractar d'agrupar les espècies per les seves afinitats, basant-se en descripcions morfològiques summament precises. Va ajudar a crear un dels primers jardins botànics formals d'Europa, el Jardí botànic de la Universitat de Leiden. Com a horticultor se li recorda per haver introduït la tulipa als Països Baixos i iniciar-ne el cultiu i millora genètica, la qual cosa pocs anys més tard originaria una de les primeres especulacions financeres que es recorden, la tulipomania.
Altres «herboristes» van ser Rembert Dodoens, amb Stirpium historiae pemtades (1583), Tabernaemontanus autor d'Icones (1590), Adam Lonitzer, Dalechamp, Nicolás Monardes (Història medicinal de les coses que es porten de les nostres Índies Occidentals) i Conrad Gessner.
L'obra Pinax theatri botanici (1623), del suís Gaspard Bauhin (1560-1624), recollia ja unes 6.000 espècies vegetals que l'autor es va esforçar per classificar, en comptes d'emprar una llista alfabètica, com els seus predecessors. No obstant això, el criteri emprat no va ser particularment innovador: "arbres", "arbusts" i "herbes". En altres casos, la seva classificació va ser decididament artificial, com per exemple quan va agrupar totes les plantes utilitzades com a condiments en el grup "aromata". No obstant això, aquesta obra es considera la màxima expressió dels herboristes europeus, ja que, d'una banda, inicia la descripció de gèneres i espècies i, d'altra, sintetitza les descripcions de les espècies utilitzant només unes quantes paraules i, en molts casos, només una, la qual cosa recorda en certa manera la nomenclatura binomial que imposaria Linné anys més tard.

La necessitat d'estandarditzar criteris de classificació va impulsar la investigació de les parts de les plantes i de les seves funcions. Andrea Cesalpino (1519-1603) en De plantis libri XVI (1583) i Appendix ad llibres de plantis (1603) va explicar que la classificació havia d'estar basada en caràcters objectius, en els trets de les plantes i no en la utilitat. El seu èxit a aconseguir un sistema natural de classificació va ser limitat, però va ser el primer que va incloure l'estudi de grups fins llavors exclosos de les plantes, com algues, molses, falgueres, equisets, fongs i coralls molt abans que es comprengués que els fongs no són vegetals i que els coralls són en realitat animals. La seva classificació estava basada en caràcters del port, el fruit, la llavor i l'embrió (excloent la flor), distingia catorze classes de plantes amb flors i una quinzena en què s'inclouen les plantes sense flors ni fruits, i es reconeixen grups naturals com les compostes, umbelíferes, fagàcies, lleguminoses, crucíferes i boraginàcies. Aquesta classificació serviria de base per a classificacions futures.

## Edat moderna
El segle xvii va ser el del naixement de la ciència moderna, impulsada per l'obra de Galileu (1564-1642), Kepler (1571-1630), Bacon (1561-1626) i Descartes (1596- 650). A causa que la necessitat d'intercanviar idees i informació entre els naturalistes europeus va ser creixent, es van començar a fundar les primeres acadèmies científiques, com la italiana Accademia dei Lincei fundada el 1603, la britànica Royal Society el 1660, o l'Acadèmia de Ciències francesa (Académie des Sciences) el 1666.
Joachim Jungius (1587-1657), filòsof, matemàtic i naturalista alemany, va ser una de les principals figures de la ciència del segle xvii. Les seves obres Doxoscopia (1662) i Isagoge phytoscopica (1679) van aparèixer després de la seva mort, gràcies als seus alumnes. Les seves teories botàniques, molt per davant del seu temps, no van tenir influència en el moment. Va ser l'anglès John Ray (1627-1705) qui les va utilitzar posteriorment en els seus treballs de classificació botànica, i és gràcies a ell que Carl von Linné (1707-1778), al seu torn, les va conèixer.

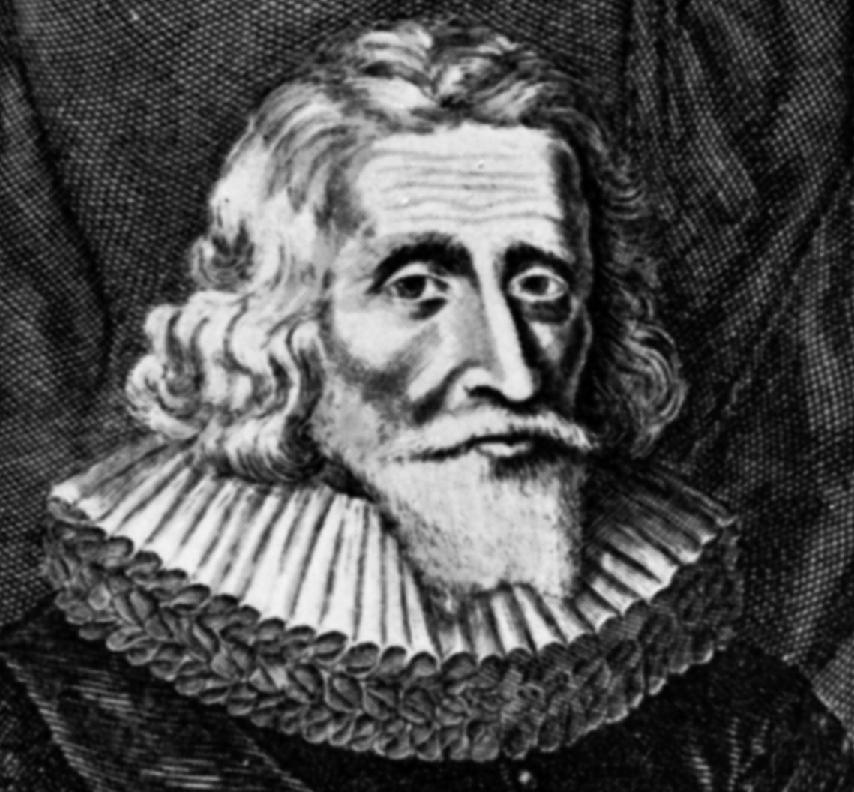
Joachim Jungius

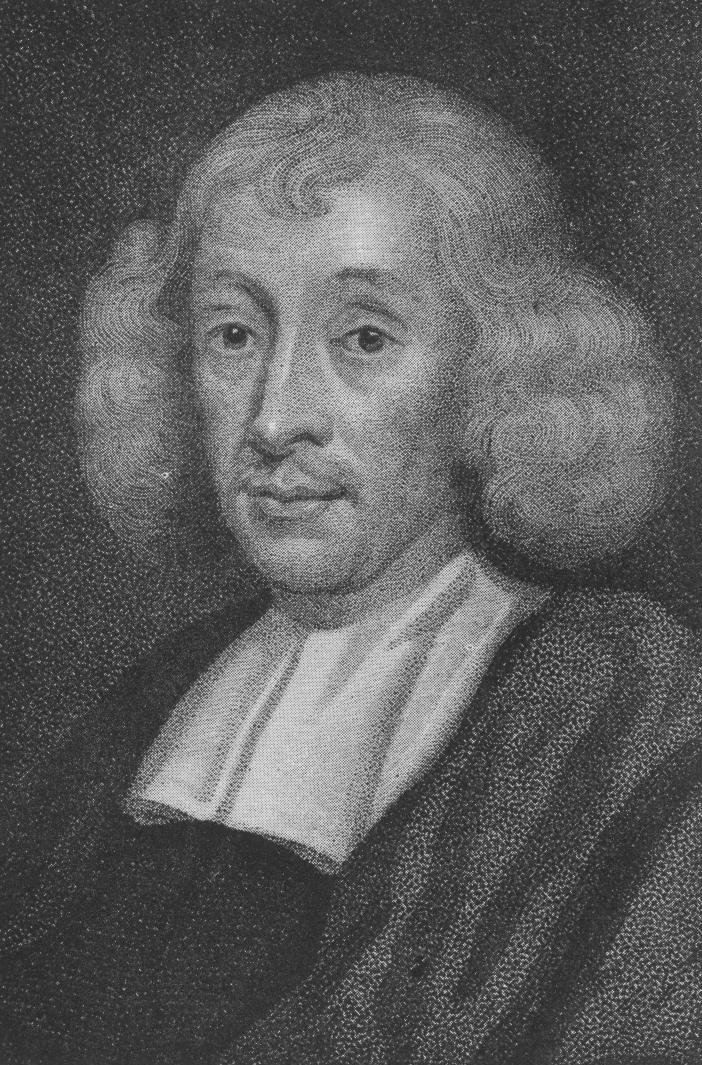
John Ray

Jungius va ser el primer científic alemany que va combinar una mentalitat entrenada en la filosofia amb observacions exactes de les plantes. Tenia l'habilitat de definir els termes amb exactitud i, per tant, de reduir l'ús de termes vagues o arbitraris en la sistemàtica. Es considera el fundador del llenguatge científic, que va ser desenvolupat més tard per John Ray i perfeccionat per Carl von Linné.
Les seves idees sobre la classificació de les plantes i dels caràcters útils per distingir espècies es poden sintetitzar en aquestes cites:
| « | Si les plantes no són classificades com a espècies definides i els gèneres no són organitzats amb un mètode precís, sinó pel caprici d'una o altra persona, l'estudi de les plantes serà, llavors, interminable. | » |

| « | Els caràcters que s'escullen per distingir, com espines, color, aroma, gust, valor medicinal, hàbitat, període de floració, així com el nombre de flors i fruits, no tenen continuïtat, i no proveeixen arguments per distingir entre espècies. | » |

El treball més important de sistemàtica vegetal en el segle xvii va ser Historia generalis plantarum (Història general de les plantes) de l'anglès John Ray (1627-1705), en el qual es va basar Carl von Linné, que el va proclamar «fundador» de la sistemàtica. Ray, després d'un estudi detallat dels embrions de diverses plantes, va traçar una clara línia divisòria entre les monocotiledònies i les dicotiledònies en la classificació de les llavors anomenades «plantes perfectes».
Ray va adoptar la terminologia creada per Jungius i va ser el primer científic a utilitzar els caràcters reproductius de les plantes (aquells associats a la morfologia floral) com a base del seu sistema de classificació. Ray va intentar una primera classificació natural de les plantes i va exposar el seu mètode en tres obres: Methodus plantarum nova (1682), el primer volum d'Historia plantarum (1686) i en Methodus emendata (1703). En aquesta última obra, Ray va establir sis regles que són part dels principis fonamentals de la sistemàtica vegetal fins als nostres dies:
| « | * Els noms (de les plantes) no han de ser canviats, per evitar confusions i errors. - Les característiques han de ser exactament definides, la qual cosa significa que aquelles basades en les relacions relatives, com l'altura, han de ser evitades. - Les característiques han de ser fàcilment detectades per qualsevol persona. - Els grups que estan acceptats per gairebé tots els botànics han de ser mantinguts. - Ha de cuidar-se que les plantes que es troben relacionades no siguin separades i les que són diferents no siguin unides. - Les característiques no haurien d'incrementar-se en nombre sense necessitat, només les necessàries per fer una classificació confiable. | » |

Basat en aquestes regles, Ray va tractar de deduir relacions àmplies (gèneres i famílies), va introduir definicions per a diversos gèneres i va desenvolupar una clau per a la determinació de plantes. En Història Plantarum (1686-1704, 3 volums) va ordenar 1.800 plantes en 33 grups, utilitzant insistentment el sistema binari desenvolupat per Bahuin. Va realitzar a més la primera definició d'espècie i va millorar la classificació definida en el seu Methodus, que, no obstant això, continuava sent artificial, ja que establia com a primera diferència l'hàbit de creixement. Va establir, llavors, dos grans grups de plantes, les herbàcies (Herbae) i els arbres (Arborae). Les plantes herbàcies es dividien, al seu torn, en imperfectes (Imperfectae, les plantes sense flors) i perfectes (Perfectae, plantes amb flors). Aquestes últimes, finalment, les subdividia -igual que el grup Arborae- en monocotiledònies i dicotiledònies.
El problema de les relacions entre espècies, les definicions de gèneres i de famílies també va ser abordat per altres botànics. El metge i filòsof Augustus Quirinus Rivinus de Leipzig (1652-1725) (també conegut com a August Bachmann) va proposar una nomenclatura binària, similar a la utilitzada actualment, en la qual a cada espècie se li atorga el nom del gènere seguit d'un adjectiu específic propi de cadascuna. Va introduir la categoria d'ordre (corresponents al «gran gènere» de John Ray i Andrea Caesalpino), va ser el primer a abolir l'antiga divisió de les plantes en herbes i arbres i va insistir que el mètode més precís de diferenciació de les plantes eren els seus òrgans reproductius.
Joseph Pitton de Tournefort (1656-1708) va introduir una jerarquia encara més sofisticada de classes, seccions, gèneres i espècies. Va ser el primer a usar consistentment un sistema polinomial de nomenclatura, és a dir, a atorgar-li a cada espècie un nom en llatí format per un nom genèric i una frase de diverses paraules que descrivia inequívocament el tàxon en qüestió (frase diagnòstica). Per exemple, el primer nom de l'«herba gatera» va ser donat a conèixer amb aquest polinomi de cinc paraules: Nepeta floribus interrupte spiculatus pedunculatis, que vol dir 'Nepeta amb les flors en una espiga pedunculada i interrompuda'. Actualment aquesta espècie rep, en canvi, el nom binomial de Nepeta cataria. El creador d'aquest sistema de nomenclatura binomial va ser Carl von Linné.

### El període linneà

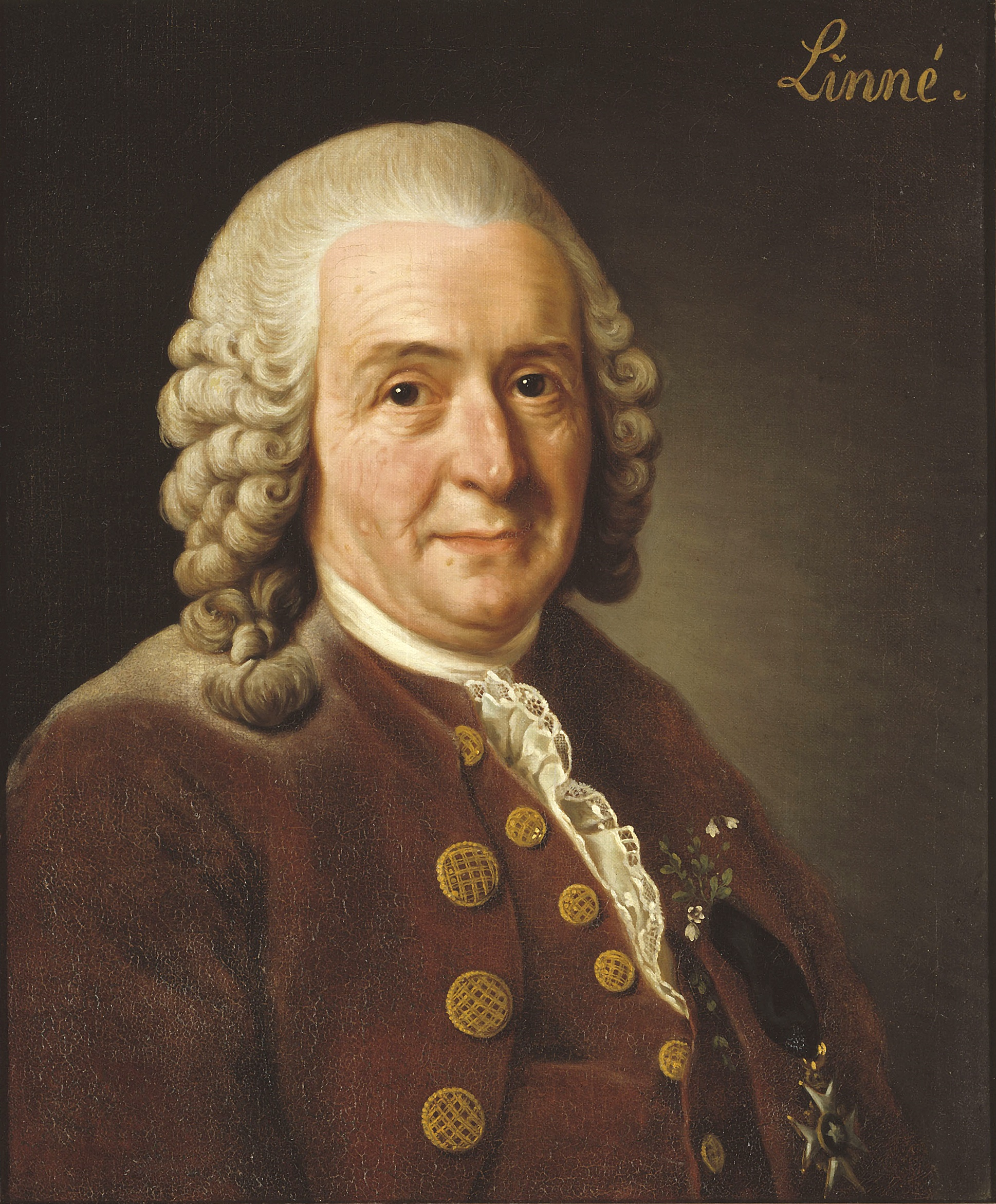
Carl Carl von Linné

L'obra de Rudolf Jakob Camerarius (1665-1721) De sexu plantarum epistola (1694) va tenir gran transcendència, ja que va posar en evidència el caràcter sexual de les flors, òrgans que a partir de llavors adquiririen gran importància per als botànics com a criteri de classificació. Amb la idea de Camerarius sobre la sexualitat de les flors s'inicia l'últim sistema de classificació artificial i l'obra d'un dels botànics més influents en el desenvolupament posterior de la ciència dels vegetals: Carl von Linné.
Linné (o Linnaeus, 1707-1778) va publicar el 1735 Systema Naturae, en què un sistema sexual (clavis systematis sexualis) separa els vegetals en 24 classes segons les característiques de l'androceu: 23 classes de plantes amb flors i una última, la XXIV, anomenada «Cryptogamia» (definida com la classe que continet vegetabilia quorum fructificationes oculis nostris se subtrahunt, et structure ab aliis diversa gaudent, o sigui, que 'conté els vegetals els fruits dels quals s'oculten als nostres ulls, i gaudeixen d'una estructura diferent dels altres") i dividida en 4 ordres que es corresponen amb les falgueres, molses, algues i fongs.

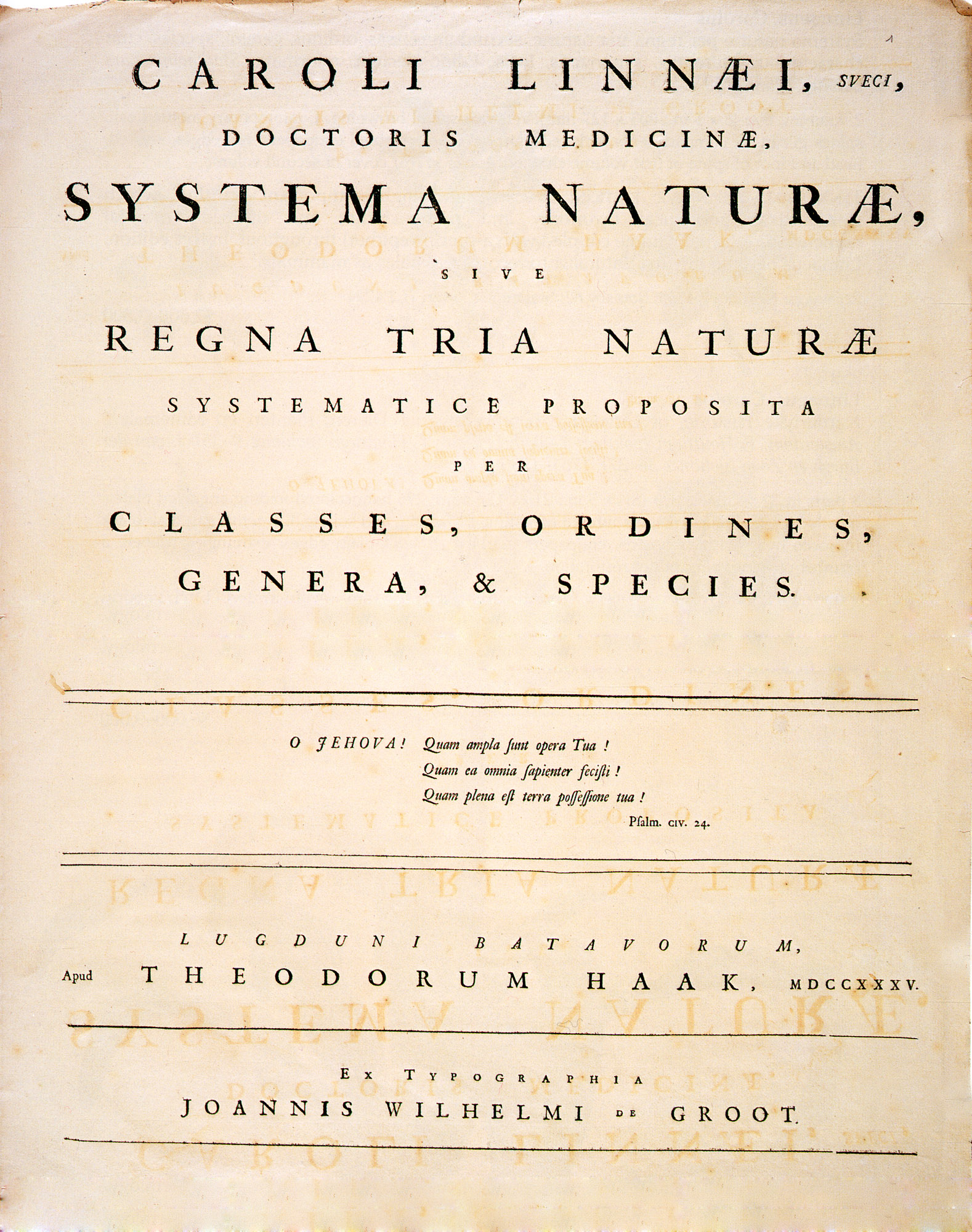
Systema naturae. Coberta de la primera edició (Leiden, 1735)

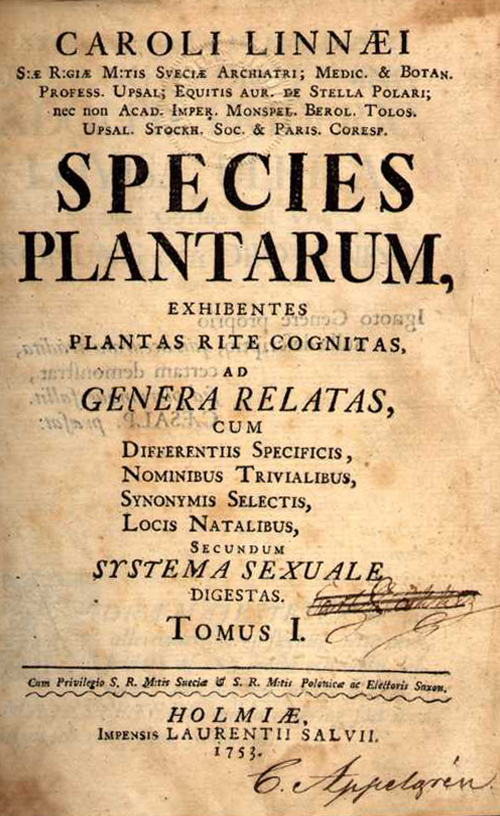
Species plantarum

| - i Monandria, plantes amb només un estam. - ii Diandria, plantes amb dos estams. - iii Triandria, tres estams. - iv Tetrandria, quatre estams. - v Pentandria, cinc estams. - vi Hexandria, sis estams. - vii Heptandria, set estams. - viii Octandria, vuit estams. - ix Enneandria, nou estams. - x Decandria, deu estams. - xi Dodecandria, dotze estams. - xii Icosandria, plantes amb més de dotze estams, units al calze. | - xiii Polyandria, més de dotze estams, units al receptacle. - xiv Didynamia, estams didínams. - xv Tetradynamia, estams tetradínams. - xvi Monadelphia, estams monadelfs. - xvii Diadelphia, estams diadelfs. - xviii Polyadelphia, estams poliadelfs. - xix Syngenesia, estams amb anteres unides. - xx Gynandria, estams units al pistil. - xxi Monoecia, plantes monoiques. - xxii Dioecia, plantes dioiques. - xxiii Polygamia, plantes polígames. - xxiv Cryptogamia, plantes sense flors. |

En Classes plantarum (1738), Linné va esbossar una classificació natural en establir 28 ordres «naturals», cadascú equivalent aproximadament a una família actual, ja que ell mateix va reconèixer l'artificialitat del seu sistema anterior. Després de la publicació de les seves obres Genera Plantarum (1737; 2a ed. 1754) i  Philosophia Botanica (1751), el 1753 apareix el seu Species Plantarum, en què va utilitzar de manera sistemàtica la nomenclatura binominal (ja introduïda en Oländska och Gothlänska Resa, 1745) per a descriure aproximadament 6.000 espècies (d'uns mil gèneres), conservant la terminologia polinominal anterior juntament amb la nova binominal. La primera edició d'aquesta obra va ser presa al congrés de botànica de Viena (1900) com a punt de partida de la nomenclatura botànica actual.
A Carl von Linné se li atribueixen diverses innovacions centrals en taxonomia. En primer lloc, la utilització de la nomenclatura binomial de les espècies en connexió amb una rigorosa caracterització morfològica. En segon lloc, l'ús d'una terminologia exacta. Basat en el treball de Jungius, Carl von Linné va definir amb precisió diversos termes morfològics que serien utilitzats en les seves descripcions de cada espècie o gènere, en particular aquells relacionats amb la morfologia floral i amb la morfologia del fruit. Carl von Linné pensava que la finalitat de la botànica era la d'establir un sistema natural. En un dels seus intents, va tractar de formalitzar un sistema basat en el nombre, distribució i grau de fusió dels pètals i dels estams (el denominat «sistema sexual de classificació»). No obstant això, el mateix Carl von Linné va notar les falles del seu sistema i va buscar en va noves alternatives. El seu concepte de la constància de cada espècie va ser un obstacle obvi per aconseguir establir un sistema natural, ja que aquesta concepció de l'espècie negava l'existència de les variacions naturals, les quals són essencials per al desenvolupament d'un sistema natural. Aquesta contradicció va romandre durant molt de temps i no va ser resolta fins al 1859 amb l'obra de Charles Darwin.

### Els inicis de l'anatomia

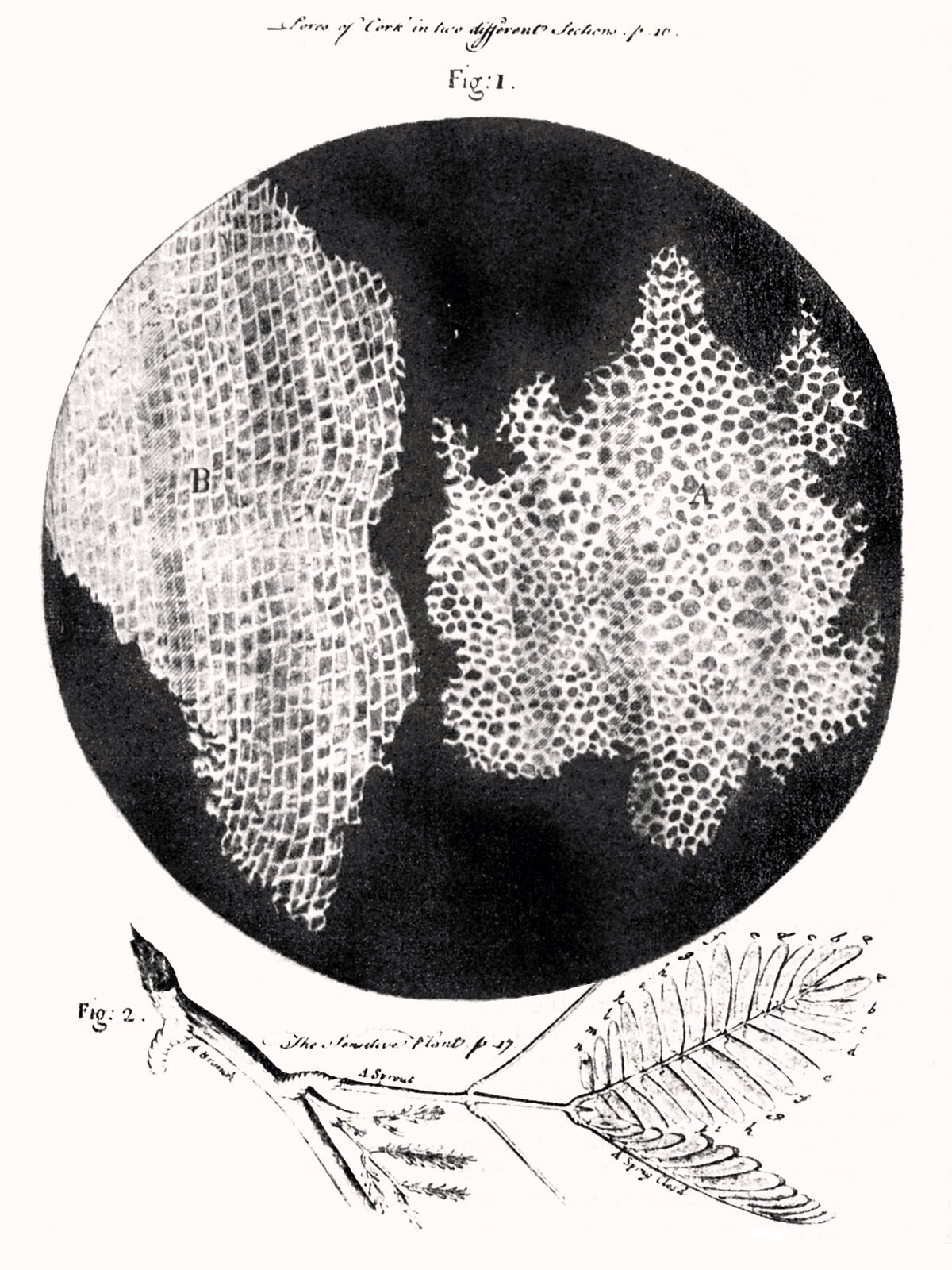
Cèl·lules del suro segons Robert Hooke

En les acaballes del segle xvii es van iniciar les primeres observacions de les plantes al microscopi i van aconseguir un gran desenvolupament els estudis sobre anatomia vegetal, que tanta influència anava a exercir en les classificacions posteriors. En observar fulles al microscopi, l'italià Giovanni Alfonso Borelli (1608-1679) va veure taques, nervadures, pèls simples i estavellats. La microscopia de les plantes va aconseguir un gran interès i es considera els anglesos Robert Hooke (1635-1703) i Nehemiah Grew (1628- 1711), l'italià Marcello Malpighi (1623-1694) i l'holandès Anton van Leeuwenhoek (1630-1723) com els majors exponents d'aquesta disciplina en l'últim terç del segle xvii.

Robert Hooke va estudiar els moviments ràpids de Mimosa pudica, la que en ser tocada en una de les fulles les tanca totes en uns pocs segons

Es considera Hooke com l'inventor del microscopi, amb el qual va observar diferents teixits i òrgans vegetals. El seu treball més important, Micrographia (1667), contenia una gran quantitat d'observacions fetes amb el microscopi, la més notòria de les quals ha estat la descripció del teixit del suro, en què va poder observar petites cel·les a les quals va denominar, justament, cèl·lules ('petites cel·les'). A més dels seus estudis descriptius, també va treballar en alguns processos fisiològics de les plantes, tals com la posició de somni i vigília de les fulles de Mimosa pudica. Hooke va postular que aquest moviment de les fulles era causat per l'excreció (exhalació) d'un líquid molt delicat. Va explicar, a més, que la cremor que ocasionen les ortigues es devia al flux d'una «saba càustica» des dels pèls de la planta.
Leeuwenhoek va fer per la mateixa època les primeres observacions d'organismes microscòpics. Marcello Malpighi (1628-1694) va aplicar el microscopi a l'estudi de l'anatomia de tota classe d'organismes; la seva obra Anatomia Plantarum (1675) conté estudis sobre anatomia de plantes i descripcions sistemàtiques de diverses parts d'elles com l'escorça, la tija, les arrels i les llavors; aclareix processos com la germinació o la formació de les agalles. Va observar i va descriure els feixos vasculars i els estomes, encara que no va brindar-ne una explicació encertada de la funció. Moltes de les figures de Malpighi sobre anatomia de les plantes no van ser compreses pels botànics de la seva època, fins que tals estructures van ser redescobertes en el segle xix. Grew va examinar metòdicament les estructures de les diferents parts de les plantes, observant que totes elles estan fetes de cèl·lules. Se'l considera un dels fundadors de l'estudi de l'anatomia de les plantes. El primer dels seus grans llibres, An idea of a philosophical history of plants, va ser publicat el 1672 i li va seguir, el 1682 el seu Anatomy of plants, que consistia en 4 volums: Anatomy of Vegetables begun, Anatomy of Roots, Anatomy of Trunks i Anatomy of Leaves, Flowers, Fruits and Seeds. Se'l recorda pel seu reconeixement de les flors com a òrgans sexuals i la descripció de les seves parts constitutives. Va descriure també els grans de pol·len, observant com eren transportats per les abelles, encara que no va arribar a realçar el significat d'aquesta observació.

### Els inicis de la fisiologia vegetal
Bernard Palissy (1510-1590) va explicar per què les plantes necessiten adob. Afirmava que les plantes conreades prenien del sòl una determinada quantitat de «sals» (sense aclarir a què es referia quan parlava de «sals») i calia compensar aquesta pèrdua amb l'adob provinent del fem o de les cendres de la palla. Les seves idees no van trobar ressò en la seva època.
John Woodward (1665-1728) va mostrar el 1714 que les llavors germinades no es desenvolupen en aigua pura, però sí que ho fan normalment quan a l'aigua s'afegeix un extracte de sòl. Jan Van Helmont (1577-1644) va donar els primers passos per a la comprensió del paper de l'aigua en la nutrició de les plantes, però va ser Edme Mariotte qui va demostrar que per formar la seva massa les plantes necessiten a més de l'aigua, matèria presa del sòl i de l'aire.

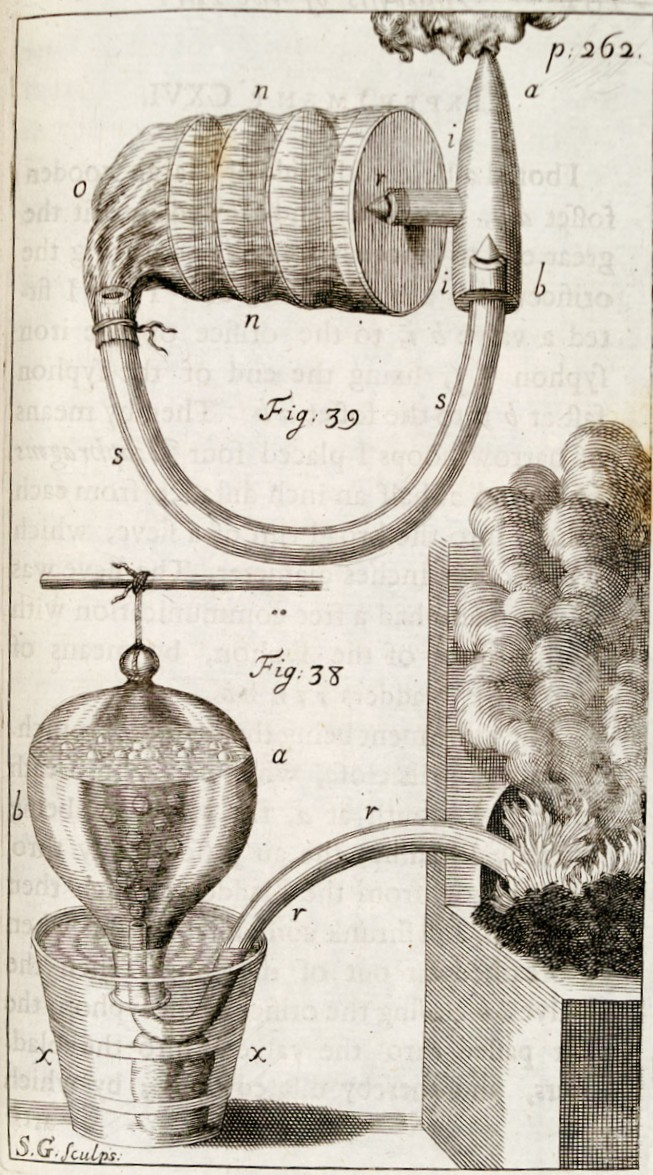
Pàgina 262 de Vegetable staticks de Stephen Halis

Stephen Halis (1677-1761) va ser el primer a descriure científicament el fenomen de la transpiració vegetal en la seva obra Vegetable staticks de 1727.
A la fi del segle xviii la química havia avançat prou perquè Joseph Priestley (1733-1804), químic i ministre, descobrís el 1774 l'oxigen, esdeveniment que va fer possible que cinc anys més tard, Jan Ingenhousz (1730-1790), un metge de la cort de l'emperadriu austríaca, descobrís un dels processos fisiològics més importants en els vegetals: la fotosíntesi. Prietsley va descobrir que quan s'aïllava un volum d'aire dins d'una gerra invertida i es posava un ciri a dins, el ciri s'apagava en molt poc de temps. Va descobrir també que un ratolí col·locat sota les mateixes condicions, també "danyava" l'aire i va demostrar que l'aire que havia estat "danyat" per la flama del ciri o pel ratolí podia ser recuperat per una planta (Experiments and Observations on Different Kinds of Air, Experiments i observacions sobre diferents classes d'aire, 1774-86). Ingenhousz va repetir els experiments de Priestley i va descobrir que era la llum del sol el que permetia a la planta recuperar l'aire viciat (Experiments upon Vegetables, Experiments sobre vegetals, 1779). El 1796, Jean Senebier, un botànic i naturalista suís, va demostrar que les plantes consumeixen diòxid de carboni i alliberen oxigen sota la influència de la llum en la seva obra Mémoires physico-chimiques sur l'influence de la lumière solaire pour modifier els êtres des trois règnes de la nature (Memòries fisicoquímiques sobre la influència de la llum solar per modificar els estats dels tres regnes de la natura). A aquest descobriment cal afegir els de Nicolas-Théodore de Saussure (1767-1845) sobre l'intercanvi de gasos i la nutrició mineral en els vegetals, publicats en Recherches chimiques sur la végétation (Investigacions químiques sobre la vegetació, 1804), que poden ser considerats com l'inici de la fisiologia vegetal. En aquesta obra Saussure va demostrar que l'increment en la massa de les plantes durant el seu creixement no es deu solament a l'absorció d'aigua sinó també a la incorporació de diòxid de carboni. Així, la reacció bàsica per la qual la fotosíntesi s'utilitza per a produir carbohidrats a partir del diòxid de carboni (i l'aigua, com es pensava i després es matisaria) va quedar per primera vegada delineada. Des del segle xvii subsistia la creença que l'aigua per si sola mantenia el creixement de les plantes. Gràcies al treball de Lavoisier i altres científics, tal opinió va ser substituïda per la que eren dos els elements que nodreixen a les plantes: l'aigua i l'aire. Dos nous mètodes van permetre superar aquesta creença: la incineració de la matèria i l'anàlisi química quantitativa que, en aplicar-se a les plantes, revelen la presència en els teixits d'elements minerals impossibles d'explicar suposant la seva procedència del complex aigua-aire. Saussure va confirmar d'aquesta manera que les plantes descomponen l'aigua i se n'apropien dels elements, que utilitzen el gas carbònic de l'aire, que els components minerals del sòl tenen un paper fonamental en la nutrició i que la seva penetració en la planta es realitza com una solució en aigua. A més va estudiar els factors que poden influir en aquesta penetració. Amb l'obra de Saussure, la nutrició vegetal va quedar molt esclarida, ja que, a partir d'ella, es va demostrar que les plantes verdes elaboren les substàncies que els són necessàries a costa de l'aigua, de l'atmosfera i dels minerals que es troben en el sòl i que absorbeixen per les arrels.

### Criptògames
El 1675, Johannes Franciscus Van Sterbeeck (1631-1693) va publicar l'obra Theatrum fungorum, primer text dedicat als fongs, la finalitat dels quals era ajudar a la identificació precisa dels fongs comestibles. Els primers treballs, si bé incomplets, sobre la caracterització de les criptògames, van ser publicats en les albors del segle xviii. Johann Jacob Dillenius (1687-1747) va escriure Reproduction of the ferns and mosses (Reproducció de falgueres i molses, 1717) i Historia muscorum (Història dels fongs, 1741), en què encara hom suposava que la pols que contenien les estructures reproductives dels fongs era pol·len. Tournefort ho va corregir.
Ja el 1792 el botànic alemany Johannes Hedwig (1730-1799) va aclarir el sistema reproductiu de les molses i va realitzar un primer delineament de la seva taxonomia en la seva obra Fundamentum historiae naturalist muscorum (Fonaments de la història natural de les molses), amb la qual es va donar començament a la disciplina de la botànica que es dedica a l'estudi d'aquests organismes: la briologia.

## Edat contemporània

### Els sistemes naturals de classificació

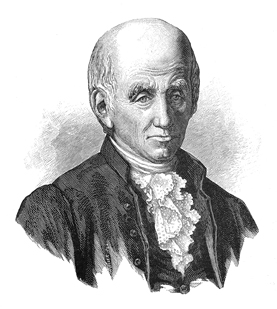
Michel Adanson

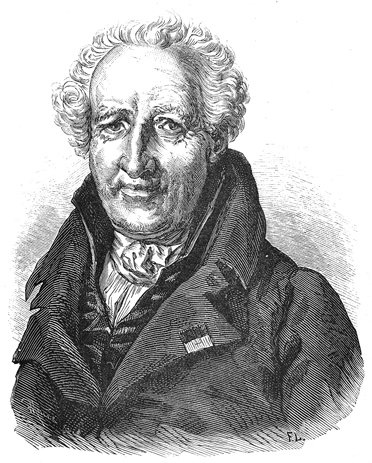
Antoine-Laurent de Jussieu

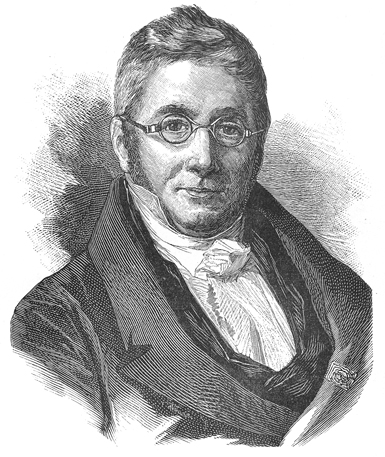
Augustin Pyrame de Candolle.

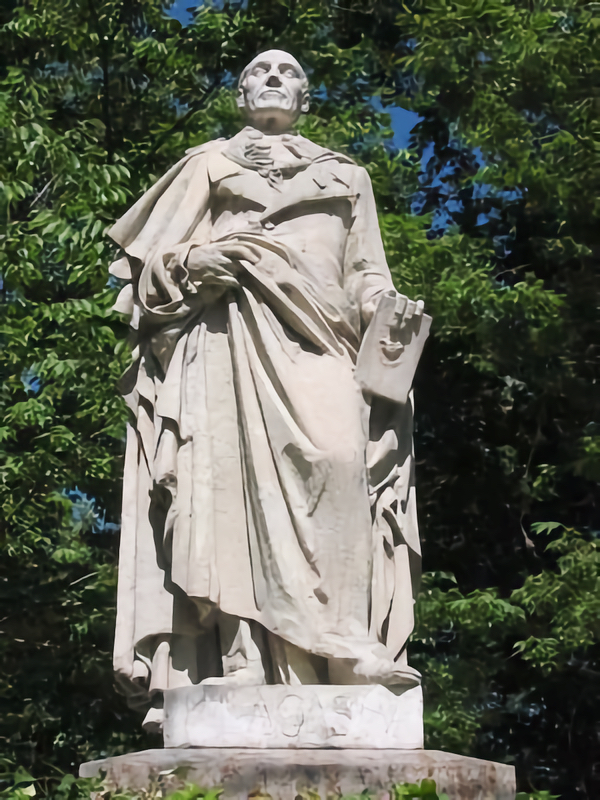
Mariano Lagasca

Amb el botànic francès Michel Adanson (1727-1806) i la seva obra Families des Plantis (1763-64) es va donar començament a una sèrie d'investigacions i propostes de sistemes de naturals de classificació de plantes basats en la semblança morfològica. Per a Adanson «tots els caràcters han de ser tinguts en compte en la classificació i tots han de tenir la mateixa importància en l'elaboració del sistema». Seguint aquesta premissa va utilitzar 65 caràcters i va crear 65 sistemes de classificació diferents, establint segons les concordances sorgides 58 grups naturals amb categoria de família, 38 de les quals encara són reconegudes en l'actualitat.
En la seva obra Ordenis Naturals in Ludovici XV Horto Trianonensis dispositi, Bernard de Jussieu (1699-1777), encarregat de la catalogació de les plantes del jardí botànic de Trianon a Versalles, va agrupar les plantes superiors en 64 ordres, classificació que va servir de base per al treball del seu nebot, Antoine-Laurent de Jussieu (1748-1836). Antoine-Laurent va establir un sistema de classificació en la seva obra Genera plantarum secundum ordines naturals disposita, juxta methodum in horto Regi Parisiensi exaratum anno 1774 (Els gèneres de plantes ordenades en famílies naturals, d'acord amb el mètode usat en els jardins reials de París des de l'any 1774, 1789), en el qual -a diferència del d'Adanson- alguns caràcters van ser considerats de major importància relativa que uns altres. Així, va atorgar una gran rellevància a la presència o absència i al nombre de cotilèdons, i a la posició de la corol·la respecte de l'ovari, recuperant d'aquesta manera els conceptes d'epigínia i hipogínia de Teofrast. En Genera plantarum va proposar 100 ordres «naturals» (per a unes 7.500 espècies), els quals es trobaven distribuïts en tres grups: les denominades «acotiledònies» (literalment «sense cotilèdons»), equivalent a la classe Cryptogamia de Linné, les dicotiledònies i les monocotiledònies. Aquests últims dos grups al seu torn se subdividien segons les característiques del periant i la posició de l'ovari de les flors.
Augustin Pyrame de Candolle (1778-1841) va considerar com a caràcter taxonòmic fonamental la complexitat de l'aparell vegetatiu; dividí les plantes en vasculars i cel·lulars (Théorie élémentaire de la Botanique, Teoria elemental de la botànica, 1813). En aquesta classificació inclou les falgueres entre les plantes vasculars endògenes (o monocotiledònies) i les plantes cel·lulars (o sense cotilèdons) les va dividir en «foliàcies» (que incloïen les molses i les hepàtiques) i «sense fulles» (que agrupava fongs, líquens i algues). El seu fill Alphonse Pyrame de Candolle (1806-1893) va finalitzar l'obra que ell va iniciar, Prodromus systematis naturalis regni vegetabilis (Introducció a la sistemàtica natural del regne vegetal, 1816-1873), en què es tractaven totes les famílies conegudes en l'època i el seu sistema de classificació va desplaçar completament al de Linné.
El botànic escocès Robert Brown (1773-1858), descobridor del nucli cel·lular el 1831, va assenyalar en la seva obra Botanicarum facile princeps (1827) les diferències entre les angiospermes i les gimnospermes i va ser el primer a indicar la falta d'embolcalls carpelars en aquestes últimes (d'aquí la seva denominació que, literalment, significa 'llavors nues'); desenvolupà una classificació de les plantes que ha durat fins a l'actualitat:
| « | Criptògames (plantes sense flors, inclou els fongs, les hepàtiques, les falgueres i les molses) Fanerògames (plantes amb flors) Gimnospermes (plantes amb òvuls al descobert) Angiospermes (plantes amb els òvuls tancats en un ovari) Monocotiledònies Dicotiledònies | » |

Stephan Ladislaus Endlicher (1804-1849), botànic austríac, va establir en el seu Genera Plantarum Secundum Ordines Naturals Disposita (1836-1840) una classificació en la qual les dicotiledònies van ser agrupades conjuntament amb les coníferes en una secció denominada «Acramphibrya». Les dicotiledònies, al seu torn, les va subdividir en tres grups: «apètales» (sense periant), «gamopètales» (amb les peces del periant unides entre si) i «dialipètales» (amb les peces del periant lliures). En la seva classificació, i igual que en la de De Candolle, els talòfits i els cormòfits són diferenciats no ja sols per l'aparell vegetatiu sinó també pels seus òrgans sexuals, excloent d'aquesta manera les hepàtiques i molses dels cormòfits. Amb el descobriment de l'alternança de generacions el 1851 per Wilhelm Hoffmeister (1824-1877) es va donar un gran impuls a la classificació de les criptògames, corroborant i ampliant els conceptes anteriors. Així, Guillaume Philippe Schimper (1808-1880) va establir una important classificació sobre el grup en la qual les molses i les hepàtiques són reconegudes amb igual categoria taxonòmica que la resta de les criptògames. En aquest període es van realitzar grans descobriments en aquest camp, tals com l'esclariment de la naturalesa simbiòtica dels líquens per Simon Schwendener (1829-1919). Heinrich Anton de Bary (1831-1888), considerat el pare de la micologia i de la patologia vegetal, va estudiar en profunditat el cicle de vida de nombroses espècies de fongs, va explicar la seva reproducció sexual i l'etiologia de nombroses malalties de les plantes.
Dins de l'àmbit dels botànics espanyols i respecte a la criptogàmia mereixen assenyalar-se en aquest període les obres de Mariano Lagasca (1776-1839) (Introducció a la criptogamia) i la de Mariano del Amo y Habita (1809-1896) (Flora cryptogàmica de la península Ibèrica, que conté la descripció de les plantes acotiledònies que creixen a Espanya i Portugal, distribuïdes segons el mètode de famílies, 1870), que segueix fonamentalment la mateixa classificació que A. P. De Candolle, però amb algunes modificacions.

### Les grans expedicions
Durant el segle xviii va seguir incrementant-se la quantitat d'exemplars en els herbaris europeus gràcies a les nombroses expedicions al nou món i a altres territoris poc coneguts, entre les quals destaquen les expedicions espanyoles i les angleses. La Real Expedició Botànica a Nova Espanya, encapçalada per José Mariano Mociño (1757-1820) i Martín Sessé i Lacasta (1751-1808), va ser una de les més complexes entre les moltes que va organitzar la corona espanyola durant el segle xviii, per la durada, l'extensió dels recorreguts (Mèxic, Califòrnia, Centreamèrica i les Antilles) i per l'extraordinària qualitat i quantitat dels materials que es van reunir. Destaquen també la Real Expedició Botànica del Nou Regne de Granada realitzada entre els anys 1782 i 1808 per José Celestino Mutis (1732-1808) i l'Expedició Botànica al Virregnat del Perú realitzada per Hipólito Ruiz (1754-1816) i José Antonio Pavón (1754-1840) entre 1777 i 1786. Entre les expedicions angleses mereix destacar-se l'empresa per Joseph Banks (1743-1820) i Daniel Solander (1733-1782) a bord de l'Endeavour capitanejat per James Cook (1728-1779). Aquesta expedició, realitzada entre 1768 i 1761, va recórrer Madeira, Amèrica del Sud, Tahití, Nova Zelanda, Austràlia, Java i Sud-àfrica, llocs on es recolliren centenars de noves espècies de plantes.

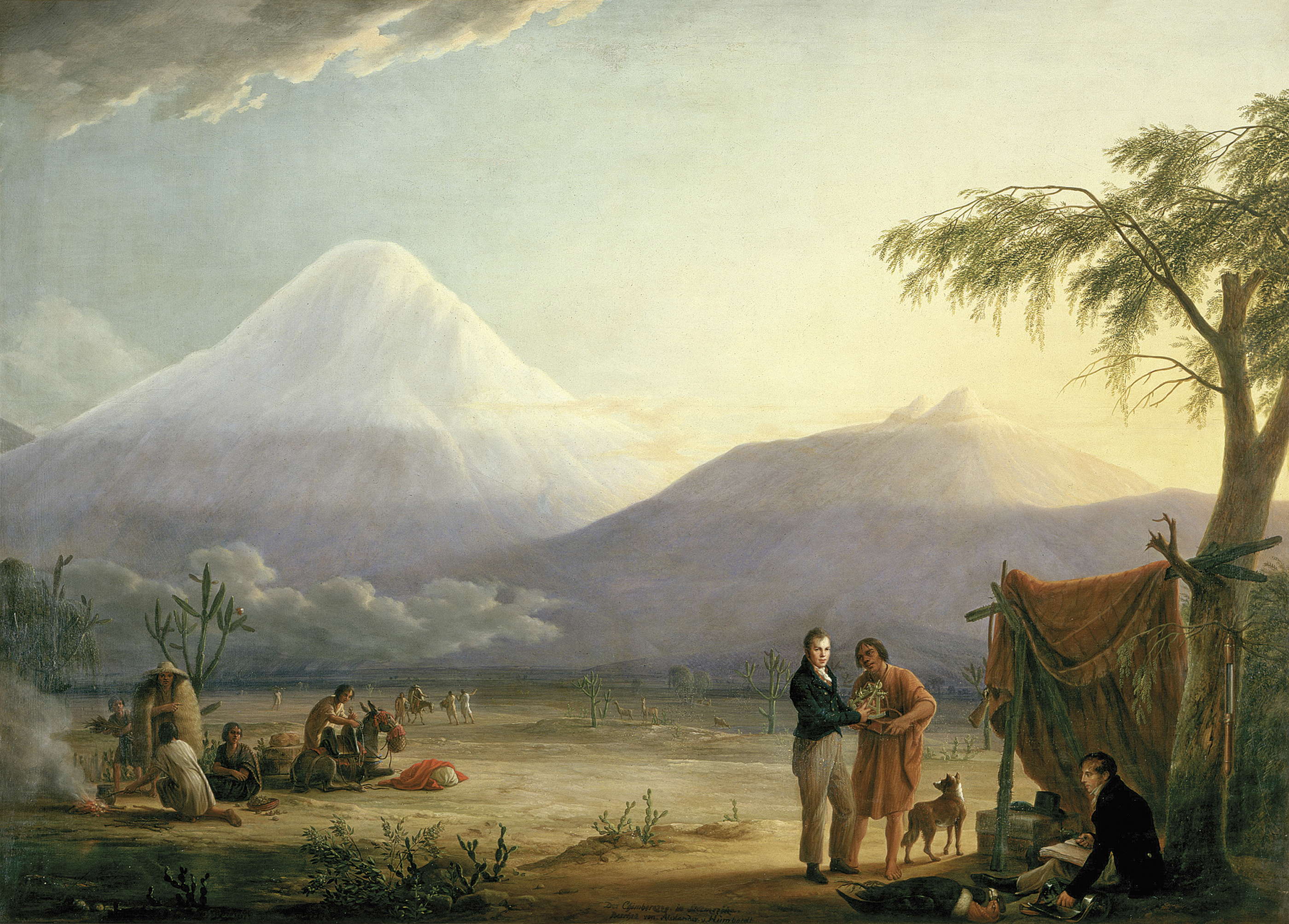
Alexander von Humboldt i Aimé Bonpland al peu del volcà del Chimborazo, quadre de Friedrich Georg Weitsch (1810)

Totes aquestes expedicions van estimular el desenvolupament de tractats sobre flors com la de Mèxic dels esmentats Sessé i Mociño (Flora Mexicana de 1885 i Plantae Novae Hispaniae, de 1889), la de Xile i el Perú de Ruíz y Pavón (Flora peruviana et chilensis, 1798-1802), la de Colòmbia de Mutis (Flora de Nova Magrana, 1828), la del Senegal del francès M. Adanson (Histoire naturelle du Sénégal, 1757), la d'Egipte del suec Peter Forsskål (Flora Ægyptiaco-Arabica sive descriptiones plantarum quas per Ægyptum Inferiorem et Arabiam felicem detexit, illustravit Petrus Forskål) i la d'Austràlia de R. Brown (Prodromus Florae Novae Hollandiae et Insulae Van Diemen). Fruit d'aquesta visió mundial i dels viatges del naturalista i geògraf Alexander von Humboldt (1769-1859) és el naixement el 1805 d'una nova ciència: la fitogeografia o geobotànica[d] (Essai sur la geographie des plantes, Assaig sobre la geografia de les plantes, 1807).

### L'inici dels sistemes filogenètics de classificació

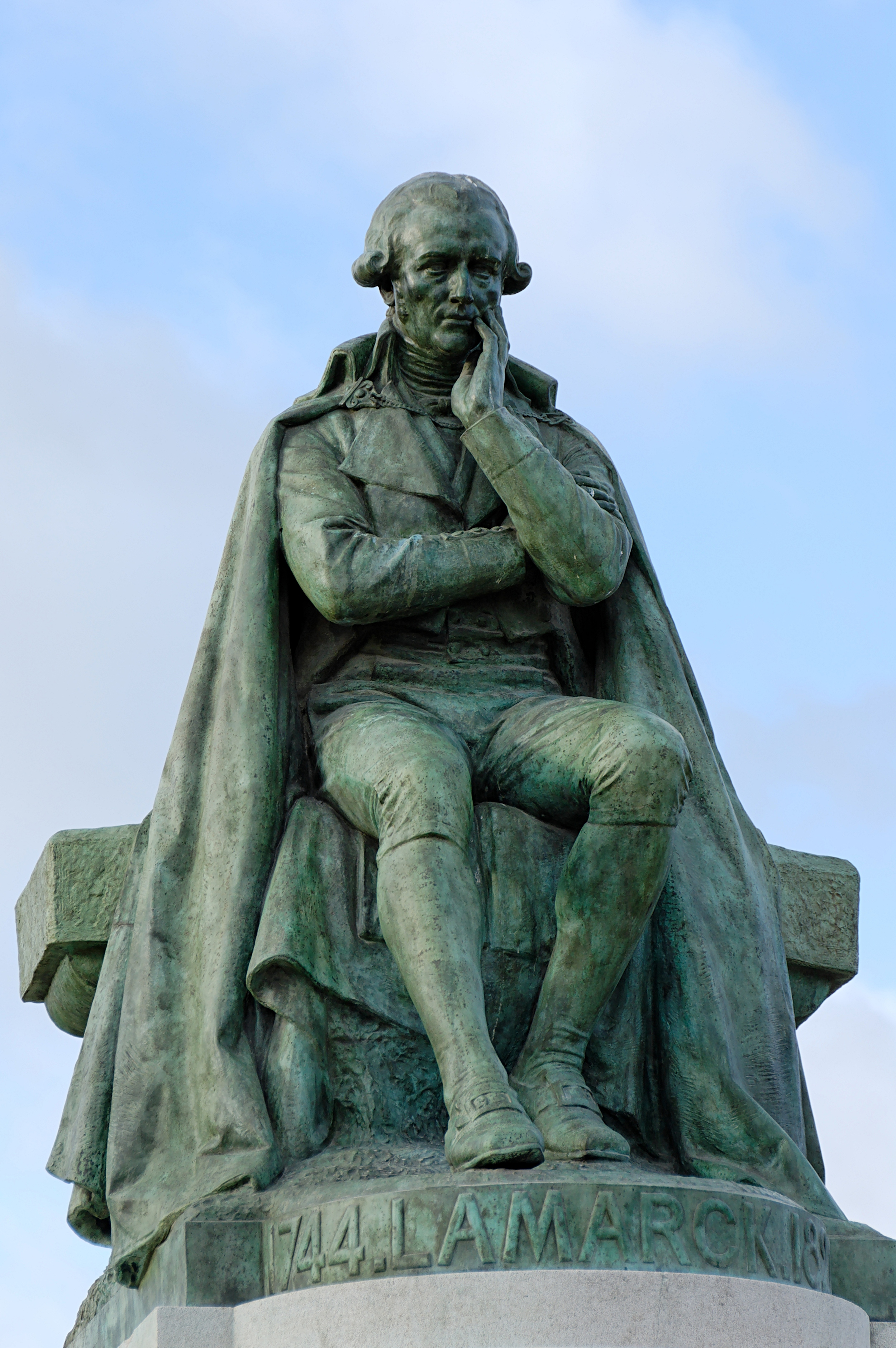
Monument a Lamarck a l'entrada del Museu d'Història Natural de París

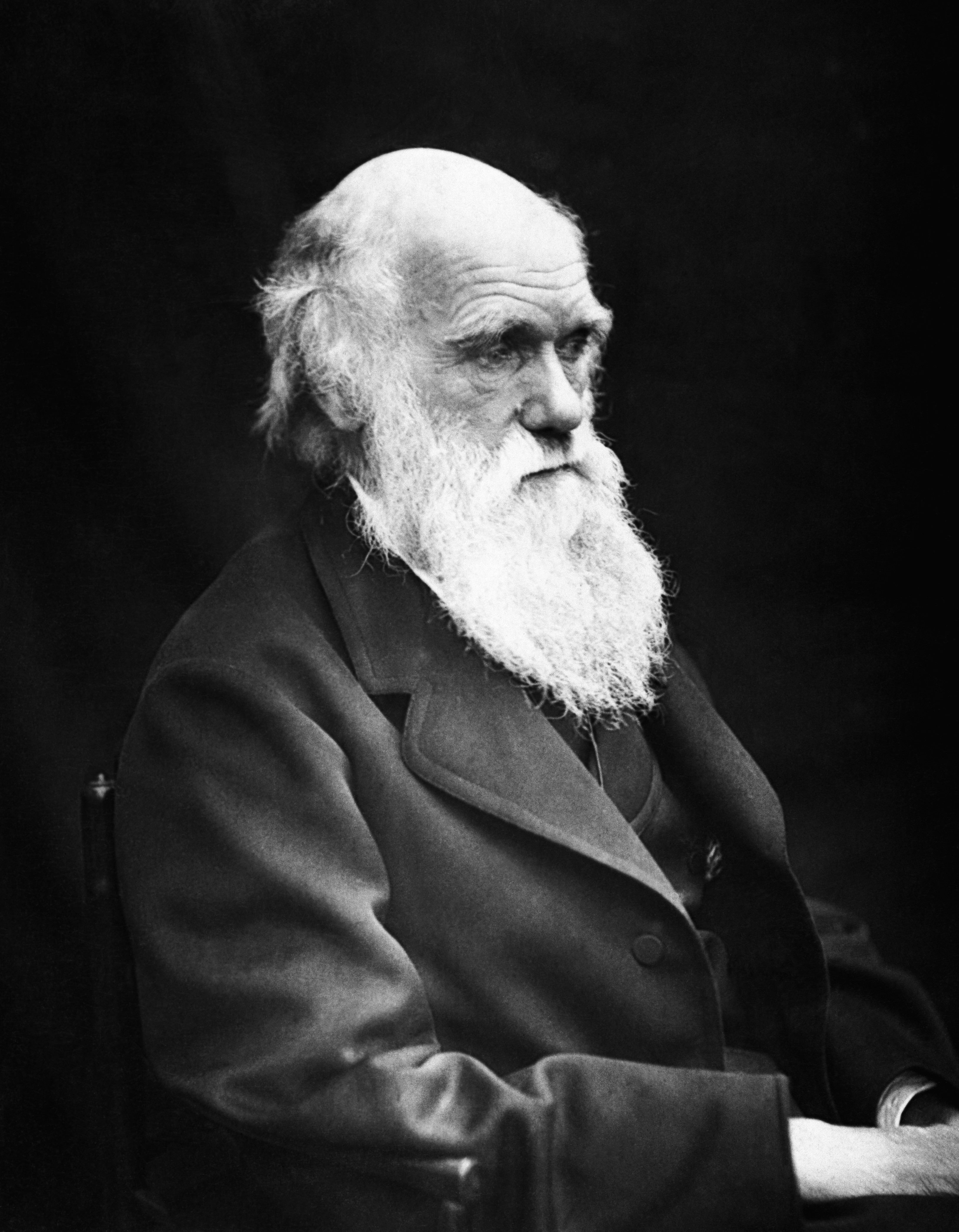
Charles Darwin

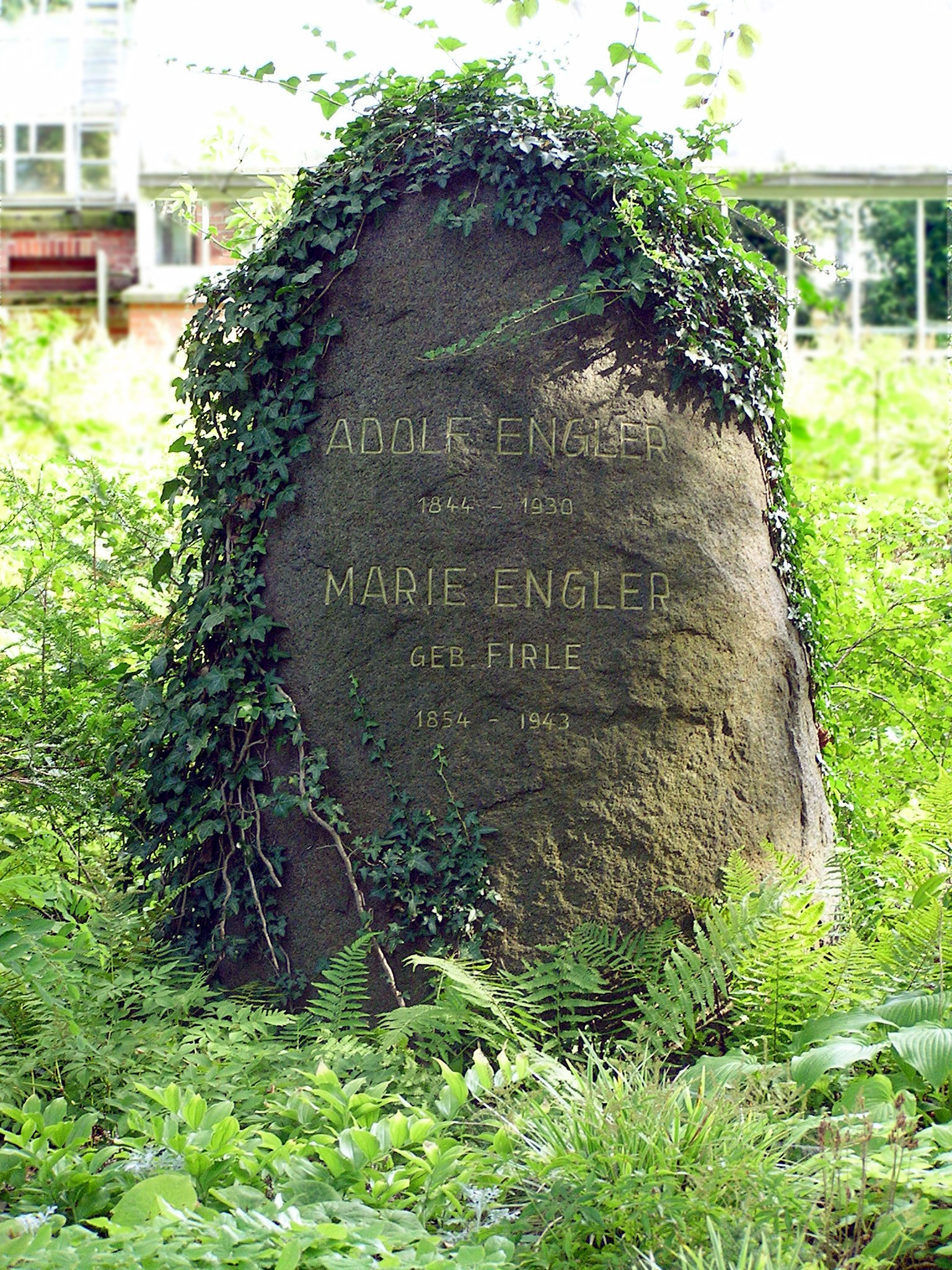
Làpida de Adolf Engler, Jardí i museu botànic de Berlín-Dahlem

A principis del segle xix el naturalista francès Jean-Baptiste Lamarck (1744-1829), conegut fonamentalment per la seva contribució a la botànica (Flore Française, 1778; Estrait de la Flore Française, 1792 i Synopsis plantarum in Flora gallica descriptorum, 1806), va escriure la seva Philosophie zoologique (1809), i va establir els postulats de la seva teoria evolucionista, denominada més tard lamarckisme. El seu model evolutiu es basa en tres eixos principals: l'ús i desús, la generació espontània i la tendència immanent a una major complexitat. Lamarck va tractar d'unificar tota la ciència sota una filosofia general basada en unes poques lleis. El terme filosofia s'aplicava, als segles xviii i xix, en el sentit de teoria, i Lamarck tenia molt clar el concepte que tota disciplina científica ha de tenir una base teòrica unificadora que la doti de coherència i permeti entendre els fenòmens estudiats:
| « | Ningú no ignora que tota ciència ha de tenir la seva filosofia, i que només per aquest camí pot fer progressos reals. En va consumiran els naturalistes tot el seu temps a descriure noves espècies […] perquè si la filosofia és oblidada, els seus progressos resultaran sense realitat i l'obra sencera quedarà imperfecta. | » |

Els postulats lamarckians van ser rebatuts més tard per Charles Darwin (1809-1882) en la seva obra The origin of species (1859), en què es van establir les bases de l'actual teoria de l'evolució. Darwin va postular que totes les espècies d'éssers vius han evolucionat a través del temps a partir d'un avantpassat comú mitjançant un procés denominat selecció natural. L'evolució va ser acceptada com un fet per la comunitat científica i per bona part del públic en vida de Darwin, mentre que la seva teoria de l'evolució mitjançant selecció natural no va ser considerada com l'explicació principal del procés evolutiu fins als anys trenta, constituint actualment la base de la síntesi evolutiva moderna. Amb les seves modificacions, els descobriments científics de Darwin encara continuen sent l'acta fundacional de la biologia com a ciència, ja que constitueixen una explicació lògica que unifica les observacions sobre la diversitat de la vida.
Les idees essencials de la seva teoria influirien notablement en la concepció de la classificació dels vegetals. Apareixen així les classificacions filogenètiques, basades primordialment en les relacions de proximitat evolutiva entre les diferents espècies, reconstruint la història de la seva diversificació des de l'origen de la vida a la Terra fins a l'actualitat. Aquestes idees van rebre un impuls amb el descobriment del procés de doble fecundació en les angiospermes i del comportament dels cromosomes de les plantes durant la divisió cel·lular per Eduard Adolf Strasburger (1844-1912), i el redescobriment de manera independent de les regles de l'herència per Erich von Tschermak (1871-1962), Carl Correns (1864-1933) i Hugo de Vries (1848-1935), ja que desafortunadament l'obra del pare de la genètica Gregor Mendel (1822-1884; Versuche über Plflanzenhybriden, Experiments sobre hibridació de plantes, 1866) havia romàs ignorada en la seva època.
El primer sistema filogenètic admès va ser el contingut en el Syllabus der Planzenfamilien (1892) d'Adolf Engler (1844-1930) i conegut més tard com sistema d'Engler, en què a més s'aporten importants idees sobre l'origen de les flors. Per a Engler la flor més primitiva hauria derivat d'una inflorescència de gimnosperma del tipus de les Gnetata i, per tant, devia ser apètala (sense calze ni corol·la), unisexual i anemòfila (pol·linitzada pel vent). Va considerar llavors les plantes amb flors unisexuales i pol·linització anemògama com les més primitives de les angiospermes; posteriorment hauria aparegut un periant amb dos verticils constituïts per peces lliures, que s'haurien fusionat en les plantes més evolucionades. En les dicotiledònies, per tant, va considerar com més primitius els ordres Piperals, Salicales i Juglandales, entre d'altres, ja que les espècies pertanyents a aquests presenten flors unisexuals, sense embolcall periàntic o amb peces reduïdes a bràctees, típicament reunides en aments i anemòfiles. A continuació va situar els ordres amb corol·la dialipètala, com Ranals, Rosals i Geranials, entre d'altres, i, finalment, els ordres amb corol·la gamopètala: Ericals i Cucurbitals, per exemple. Va reunir les apètales i les dialipètales en el grup Archiclamideae (arquiclamídees), i els grups amb corol·la gamopètala en Metaclamideae (metaclamídees), grup més evolucionat però amb origen polifilètic. Mereix destacar-se pel nivell de profunditat que va aconseguir la classificació de les gimnospermes, dividides en set classes: Cycadofilicals, Cycadals, Bennettitals, Ginkgoals, Coniferals, Cordaitals i Gnetals.
Entre 1887 i 1915 Engler i Karl Anton Eugen Prantl (1849-1893) van publicar una extensa obra, Die Natürlichen Pflanzenfamilien, en què revisaven la classificació de Jussieu i establien un total de 17 divisions per a les plantes, 15 per les criptògames i dues per a les fanerògames. La modificació més important en relació amb les criptògames va ser la separació de pirròfits i caròfits de la resta d'algues verdes i la delimitació definitiva entre algues i fongs. Els cormòfits van ser separats en dues divisions independents segons si els seus gametòfits masculins presentaven tub pol·línic o no: les embriòfites sifonògames i les embriòfites asifonògames, respectivament.
La principal fallada d'aquesta classificació va ser que iguala la simplicitat amb la primitivitat, ignorant el significat de la reducció en la seva major part. Aquest sistema no és d'extracció totalment filogenètica, raó per la qual ha estat molt criticat. No obstant això, el sistema d'Engler i les seves nombroses adaptacions posteriors han estat la base d'un marc universal de referència segons el qual s'han ordenat (i se segueixen ordenant) moltes flors i herbaris arreu. Tot i que alguns dels seus principis per a interpretar el procés evolutiu en les plantes han estat abandonats per la ciència moderna, encara constitueix una de les propostes més acceptades com a marc global de referència.

### Neixen diverses subdisciplines
El botànic suec Erik Acharius (1757-1819), membre de la generació de botànics que van continuar l'obra de Linné, va dedicar el seu treball a l'estudi dels líquens: publicà diverses obres en aquest camp, tals com Lichenographiæ suecicæ prodromus (1798), Methodus lichenum (1803), Lichenographia universalis (1810) i Synopsis methodica lichenum (1814), per això se'l considera el precursor de la liquenologia.
L'irlandès Willian Henry Harvey (1811-1866), autor d'A Manual of the British Algae (1841), Phycologia Britannica (4 volums, 1846-51), Nereis Boreali-Americana (3 parts 1852-85) i Phycologia Australica (5 volums, 1858-63), és reconegut com un dels més grans investigadors en el camp de la ficologia, l'estudi de les algues.
La troballa i identificació de restes fòssils de plantes i la seva utilització per reconstruir l'ambient passat i l'evolució de les plantes, disciplina denominada paleobotànica, va tenir un gran impuls en aquesta època. Kaspar Maria von Sternberg (1761-1838), considerat un pioner en aquest camp, va establir l'associació de les plantes fòssils amb determinats ambients passats i va demostrar les semblances ecològiques i botàniques entre les plantes fòssils i les plantes actuals del mateix ambient. El seu treball va contribuir molt per canviar la idea que es tenia en el segle xviii amb relació a la vida antediluviana. El seu major volum de treball científic va ser publicat entre 1820 i 1838 i compta amb uns 70 títols, entre els quals Versuch einer geognostisch-botanischen Darstellung der Flora der Vorwelt (Estudi d'una associació geobotànica de flora prehistòrica) es considera la seva obra de major impacte.

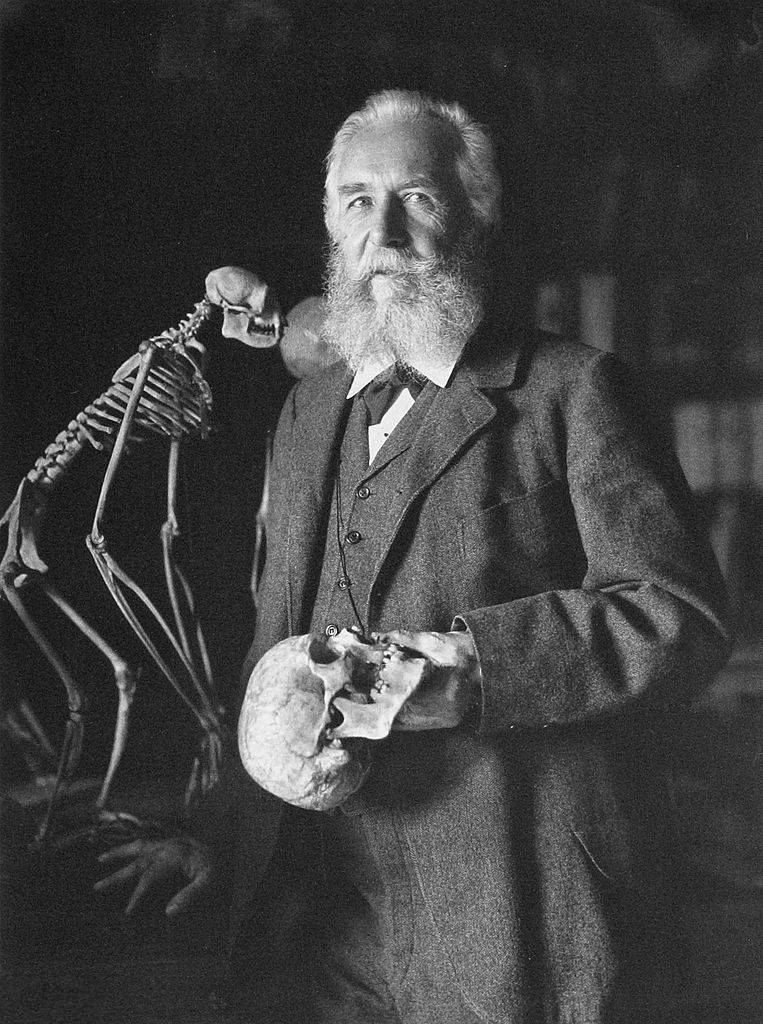
Ernst Haeckel, considerat el fundador de l'ecologia

El terme ecologia va ser encunyat pel biòleg alemany Ernst Haeckel el 1866, que la va definir com la ciència de les relacions entre els organismes i el seu ambient. No obstant això, la primera obra dedicada a l'ecologia (Plantesamfund. Grundtræk af den økologiske Plantegeografi), juntament amb el primer curs universitari sobre el tema, va ser escrita el 1895 per Eugenius Warming (1841-1924), a qui -per aquesta raó- se'l considera el fundador de l'ecologia.

### Segle XX
A principis del segle xx es van publicar dues obres que anaven a rebatre les idees de l'escola d'Engler. La primera d'elles va ser Morphology of Angiosperms (Morfologia de les angiospermes, 1904) de John Merle Coulter (1851-1928) i Charles Joseph Chamberlain (1863-1943), la segona fou On the origin of angiosperms (Sobre l'origen de les angiospermes, 1907) seguida immediatament per Studies on the evolution of angiosperms: the relationship of the angiosperms to the Gnetales (Estudis sobre l'evolució de les angiospermes: la relació entre les angiospermes i les gnetals, 1908) de I. A. N. Arber i J. Parkin. En aquests treballs es va postular que l'origen de les angiospermes més primitives calia buscar-lo en un grup de gimnospermes, les Bennettitales, en les quals per plegaments dels macrosporòfils d'una planta monoica s'haurien format carpels tancats, i les fulles estèrils de la part inferior constituirien les peces del periant. Per tant, les angiospermes més primitives serien hermafrodites i presentarien les peces del periant disposades en espiral, en contraposició a la idea d'Engler. Els grups que en l'actualitat tenen aquests caràcters en angiospermes són Ranales[i] i Magnoliales; els grups amb inflorescència en ament serien llavors derivats. Aquestes idees serien el germen per a la nova «escola ranaliana»: els seus més destacats seguidors han estat el botànic anglès John Hutchinson (1884-1972), l'hongarès Rezs-Soó (1903-1980), l'armeni Armén Tajtadzhián, els nord-americans Arthur John Cronquist (1919-1992) i Charles Bessey (1845-1915), i l'austríac Friedrich Ehrendorfer.
Charles Bessey va ser el primer a encapçalar l'escola ranaliana i a establir els principis de la nova teoria oposada a la pseudàntica, que va ser denominada «teoria euàntica». Segons aquest autor, la flor més primitiva seria hermafrodita, amb periant i amb pol·linització zoògama i s'hauria originat a partir de les cicadofitines. Bessey va considerar dues línies filogenètiques en les dicotiledònies, una amb l'ovari súper i una altra amb l'ovari ínfer o semiínfer, considerant a més que l'ovari ínfer ha sorgit diverses vegades en les dicotiledònies. La base de la seva classificació raïa en un conjunt de caràcters que considerava primitius o que haurien aparegut abans: ressaltava que la diferència primitiu versus avançat no és equivalent a simple versus complex, ja que s'han pogut produir reduccions durant el procés de canvi evolutiu. A causa de l'èmfasi que va posar en les espècies de la flora nord-americana, la taxonomia de Bessey en la seva forma original, la qual representava 23 anys de labor (des de 1893 a 1915), només va tenir una aplicació restringida al centre i nord dels Estats Units.

John Hutchinson en la seva obra The Families of Flowering Plants: Arranged According to a New System Based on Their Probable Phylogeny (Les famílies de plantes amb flors: disposades d'acord amb un nou sistema basat en el seu filogènia probable, 1926 & 1934) va realitzar una classificació seguint la teoria euàntica, en la qual va brindar especial importància al port llenyós o herbaci, per la qual cosa reconeix en alguns grups un origen polifilètic. Hutchinson va enunciar 24 principis sobre quins caràcters haurien de considerar-se més primitius i quins de més avançats, els quals són en l'actualitat àmpliament acceptats.
Arthur John Cronquist va publicar el 1960 una classificació del regne vegetal basada fonamentalment en el tipus de nutrició, en la presència o absència de clorofil·la i altres pigments, tipus de cilis o flagels, estructura del nucli cel·lular, estructura de la paret cel·lular i altres caràcters histològics. Divideix el regne vegetal en dos subregnes: Embryophyta (Cormophyta) i Thalophyta. El 1966 Cronquist va publicar juntament amb Armén Tajtadzhián i Walter Zimmermann On the higher taxa of Embryophyta, Sobre els taxa superiors de les embriòfites, una classificació dels embriòfits (amb esporòfits que comencen el desenvolupament com a paràsits sobre el gametòfit o sobre l'esporòfit adult), en la qual els separa en vuit divisions, i respecte de plantes amb flors, segueix les mateixes idees que Armén Tajtadzhián. El 1968 Cronquist va establir per a les angiospermes dues grans classes, Magnoliatae i Liliatae; reconegué a més aquestes subdivisions:
| « | - Classe Magnoliatae (dicotiledònies) - subclasse Magnoliidae - subclasse Caryophyllidae - subclasse Hammamelididae - subclasse Rosidae - subclasse Dillenidae - subclasse Asteridae - Classe Liliatae (monocotiledònies) - subclasse Alismatidae - subclasse Lilidae - subclasse Commelinidae - subclasse Arecidae - subclasse Zingiberidae | » |

Aquesta classificació, amb les modificacions donades el 1981 (An integrated system of classification of flowering plants, Un sistema integrat de classificació de les plantes amb flors), va ser considerada la més actualitzada fins al segle xxi. Cal destacar també l'obra posterior de 1988 (The evolution and classification of flowering plants, L'evolució i classificació de les plantes amb flors). El sistema de Cronquist va ser adoptat pels principals projectes de florística, incloent el Manual Jepson per a la flora de Califòrnia, Flora of North America, Flora of Austràlia i Flora of Xina.

### Els regnes d'organismes i la circumscripció actual d'algues, fongs i plantes
La idea que la natura pot ser dividida en tres regnes (mineral, vegetal i animal) va ser proposada per N. Lemery (1675) i popularitzada per Linné al segle xviii.
A pesar que amb posterioritat van ser proposats regnes separats per als fongs (el 1783), protozoaris (el 1858) i bacteris (el 1925) la concepció del segle xvii que solament existien dos regnes d'organismes va dominar la biologia per tres segles. El descobriment dels protozoaris el 1675, i dels bacteris el 1683, ambdós realitzats per Leeuwenhoek, eventualment va començar a minar el sistema de dos regnes. No obstant això, un acord general entre científics sobre que el món vivent hauria de ser classificat en almenys cinc regnes, solament va ser aconseguit després dels descobriments realitzats per la microscopia electrònica en la segona meitat del segle xx. Tals troballes van confirmar que existien diferències fonamentals entre els bacteris i els eucariotes i, a més, van revelar la tremenda diversitat ultraestructural dels protistes. L'acceptació generalitzada de la necessitat d'utilitzar diversos regnes per incloure tots els éssers vius també deu molt a la síntesi sistemàtica d'Herbert Copeland (1956) i als influents treballs de Roger I. Stanier (1961-1962) i Robert H. Whittaker (1969).
En el sistema de sis regnes, proposat per Thomas Cavalier-Smith el 1983 i modificat el 1998, els bacteris són tractats en un únic regne (Bacteri) i els eucariotes es divideixen en 5 regnes: protozoaris (Protozoa), animals (Animalia), fongs (Fungi), plantes (Plantae) i Chromista (algues els cloroplasts de les quals contenen clorofil·les a i d, així com altres organismes sense clorofil·la relacionats amb elles). La nomenclatura d'aquests tres últims regnes, clàssic objecte d'estudi de la botànica, està subjecta a les regles i recomanacions del Codi Internacional de Nomenclatura Botànica les quals són publicades per l'Associació Internacional per a la Taxonomia de Plantes (coneguda per la sigla en anglès IAPT, acrònim d'International Association for Plant Taxonomy). Aquesta associació, fundada el 1950, té com a missió la promoció de tots els aspectes de la botànica sistemàtica i la seva importància per a la comprensió de la biodiversitat, incloent el reconeixement, organització, evolució i denominació de fongs i plantes, tant vives com fòssils.

### Biologia molecular de les plantes

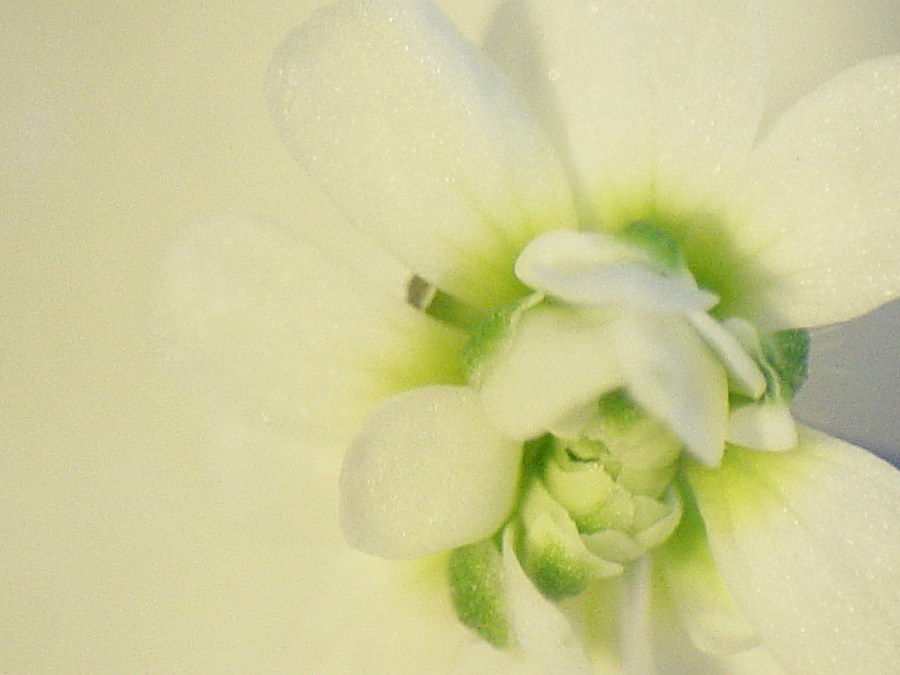
Un mutant de flor doble dArabidopsis, originalment documentat el 1873

Arabidopsis thaliana, una espècie de la família de la mostassa i de la coliflor (Brassicaceae), que creix en gairebé qualsevol lloc de l'hemisferi nord, petita (només de 10 a 15 cm d'alçada), amb un període de vida de 6 a 8 setmanes, sense importància agronòmica ni estètica, va passar a tenir un paper destacat en la biologia molecular de les plantes a partir dels anys vuitanta.
Les recerques es van focalitzar en dos ecotipus d'Arabidopsis. El primer n'és un ecotip silvestre, originalment denominat «Landsberg», que va ser sotmès a mutagènesis amb rajos X i del qual es va seleccionar una línia mutant coneguda com a «Landsberg erecta» o simplement Lan (o, també, Ler), utilitzada com a línia de fons per a generar gran quantitat de nous mutants. El segon va ser seleccionat a partir de la població original no irradiada de Landsberg; es tracta d'un ecotip molt vigorós i fèrtil i es coneix com a «Columbia» (o Col), i es va fer molt popular en els anys noranta quan va ser triat per al projecte de seqüenciació del genoma d'Arabidopsis. Ambdós ecotips són molt diferents morfològicament i genotípicament (difereixen en uns 50.000 polimorfismes), per això van ser àmpliament utilitzats per aïllar amb relativa facilitat al·lels mutants mitjançant la tècnica de clonat posicional. En conjunt, ambdós ecotips van constituir un model satisfactori per a l'estudi de la biologia molecular de les plantes i, de fet, van començar a ser tractats com un model material del genoma de totes elles. De fet, el genoma d'aquesta espècie va ser el primer genoma de plantes a ser seqüenciat, cap a finals del segle xx, i la informació acumulada sobre aquesta espècie ha permès dilucidar els aspectes moleculars d'alguns temes centrals de la botànica, tals com els mecanismes moleculars implicats en el procés de floració, del desenvolupament de les arrels, de la recepció de llum i de les interrelacions entre les plantes i els patògens.

### Citogenètica clàssica i molecular
La citogenètica és la disciplina que tracta sobre l'estructura i el comportament dels cromosomes, així com de les implicacions genètiques derivades del seu estudi. La citogenètica clàssica pròpiament dita va néixer en les albors del segle xx amb els estudis sobre l'estructura i comportament dels cromosomes del blat de moro, els quals van dominar una bona part de les ciències biològiques de l'època.

Gràcies a aquests primers resultats, cap a 1930 ja es comptava amb mapes detallats dels cromosomes del blat de moro observats durant el període de la meiosi anomenat paquinema o paquitene, on cada cromosoma podia ser diferenciat sobre la base en la seva grandària, la posició del centròmer, el llarg dels seus cromàtides i els patrons de coloració de la cromatina. Com a resultat d'això, diferents mapes citogènetics van estar ràpidament a la disposició dels genetistes, cada vegada més interessats en l'estudi detallat del genoma. Dins dels molts estudis citogènetics realitzats cap destacar les contribucions pioneres de Barbara McClintock al coneixement de la dinàmica dels elements mòbils o transposons en els cromosomes del blat de moro. Anys més tard, es desenvoluparia el primer sistema citogènetic del tomàquet, basat en la informació generada pels estudis sobre els cromosomes paquitènics. Va ser justament aquest complex sistema el que va servir de base per a la clonació del primer gen de resistència a malalties en una espècie de planta. Després del descobriment el 1953 de l'estructura de l'ADN per James Watson i Francis Crick, la major part de treballs científicsena l'àrea de la citogenètica s'orientaven a la descripció minuciosa de la forma i el nombre de cromosomes, així com a la caracterització detallada de les mutacions. El ràpid desenvolupament de noves metodologies de tinció i manipulació de cromosomes va portar a assentar les bases per al gran desenvolupament que hauria de tenir la citogenètica als pròxims anys.
El punt de partida de la citogenética molecular es remunta als primers experiments d'hibridació amb sondes d'ADN i d'ARN marcades radioactivament. Malgrat la importància d'aquests resultats, per aquella època la tècnica per se no va tenir l'auge esperat. Un any després es va demostrar que alguns agents fluorescents com la quinacrina permeten obtenir patrons de bandes específics quan es fixaven sobre regions cromosòmiques riques en guanina. Aquest tipus de bandeig diferencial, conegut com a bandes Q, va servir de base per a la identificació completa dels cromosomes en humans i més tard en plantes. El desenvolupament de mètodes ràpids i precisos per a la marcació i detecció de sondes, així com la utilització de programari especialitzat per al tractament d'imatges, donarien una gran embranzida a les tècniques modernes basades en l'anomenada hibridació in situ fluorescent o FISH (acrònim de Fluorescent In situ Hybridization) utilitzades primer en la investigació mèdica i més tard en la botànica. Per intervinguts de la dècada de 1990, els primers estudis de FISH en diferents espècies vegetals es van orientar principalment al mapatge de seqüències repetitives i de famílies de multigens, per després utilitzar-se en l'estudi comparatiu de genomes i en el mapatge físic de diferents gens.

### Filogènia molecular i inici d'un nou sistema de classificació per a les angiospermes
Durant l'última dècada del segle xx, la reconstrucció de la filogènia de les angiospermes va donar un gran pas cap endavant. D'una banda, es va acumular ràpidament una gran quantitat d'informació sobre seqüències d'ADN de moltes espècies de plantes, en particular les seqüències del gen del cloroplast denominat rbcL, que subministrava un conjunt de dades extremadament informatiu. D'altra banda, les anàlisis cladístiques de bases de dades com l'esmentada van millorar substancialment, especialment pel desenvolupament d'una teoria filogenètica i la seva aplicació a l'anàlisi de grans bases de dades, així com la creació de diversos mètodes per realitzar inferències estadístiques sobre les agrupacions d'espècies en clades dins dels arbres filogenètics.
Va quedar llavors establert un esbós de l'arbre filogenètic de totes les angiospermes, i s'identificaren diversos clades importants que involucraven moltes famílies. En moltes oportunitats aquest nou coneixement de la filogènia va revelar relacions que es trobaven en conflicte amb les classificacions modernes àmpliament utilitzades (com les prèviament descrites per Cronquist, Thorne i Takhtajan), les quals estaven basades en similituds escollides a priori i en diferències morfològiques.
Va ser evident, en un curt període, que els sistemes filogenètics de classificació desenvolupats durant la major part del segle xx no reflectien adequadament les relacions filogenètiques entre les angiospermes. Per aquesta raó, un grup de taxònoms, autodenominats Grup per la Filogènia de les Angiospermes (o més conegut com a APG, acrònim d'Angiosperm Phylogeny Group), van proposar el 1998 una nova classificació per a aquest grup de plantes en un treball denominat An ordinal classification for the families of flowering plants. El sistema APG de 1998 comprenia 462 famílies disposades en 40 ordres i uns pocs grups superiors probablement monofilètics. Aquests últims van ser informalment anomenats monocots, commelinoides (després canviat a commelínids), eudicots, eudicots nuclears, ròsids i astèrids. Cinc anys després, el 2003, els avanços dels estudis filogenètics en molts grups d'angiospermes van motivar la compilació i publicació d'un segon treball (An update of the Angiosperm Phylogeny Group classification for the orders and families of flowering plants: APG II), conegut com a sistema de classificació APG II, en el qual es van aprofundir les anàlisis prèvies, s'hi afegiren nous ordres i s'hi circumscriviren novament algunes famílies.

## Estat actual i perspectives de la botànica
En les últimes dècades s'han investigat i publicat en revistes científiques innombrables exemples sobre les relacions evolutives entre diferents grups d'organismes i les seqüències d'esdeveniments d'especiació que els han originat. Aquest àrea explosiva d'anàlisis filogenètiques s'ha basat en la capacitat actual per examinar i comparar seqüències d'ADN i tendeix a abordar un dels temes més importants de la biologia: l'evolució de l'espècie humana i la de milions d'altres espècies. Com a grup evolutiu, les plantes verdes són distintives no solament per la vasta quantitat de maneres de reproducció que presenten sinó també per la seva forma de produir el seu propi aliment amb la fotosíntesi. La comprensió de l'origen de la vida sobre la Terra estarà incompleta fins que no es desvetllin amb precisió els processos evolutius que han generat la diversitat d'espècies de plantes actuals. "Un abominable misteri" és la manera amb què Darwin va descriure l'aparició sobtada de les plantes amb flors en el registre fòssil. Per més de 100 milions d'anys aquestes han estat el tipus més comú de planta al planeta i, de fet, la massa d'un sol tipus de planta amb flor, els arbres, excedeix la de qualsevol altre tipus d'organisme. La creació i evolució posterior de l'estructura reproductiva, la flor, responsable de la radiació adaptativa d'aquest grup d'organismes, s'ha començat a entendre, si bé el misteri de Darwin encara no està resolt.
A pesar que el coneixement sobre els ancestres de les plantes s'està començant a dilucidar, solament un petit nombre de seqüències de gens han estat examinades. En l'actualitat s'està tractant d'incrementar aquest nombre i integrar la història evolutiva que tals seqüències tanquen. Més important encara, s'està tractant de sintetitzar avanços científics en diferents àrees del coneixement de la botànica que, amb antelació, romanien inconnexos.
Les angiospermes són el grup de plantes que major atenció han despertat entre els botànics; altres grups -evolutivament més antics i molt més simples d'estudiar- tals com els briòfits, no n'han rebut tanta fins al moment, per la qual cosa s'espera que en els propers anys emergeixin nous conceptes o paradigmes a partir del seu estudi. Les algues, un altre exemple de grup que no ha estat profundament analitzat, són extraordinàriament diverses i s'ha descobert que contenen almenys set llinatges evolutius diferents, solament un dels quals va donar origen al regne Plantae. Com a tals, les algues representen una miríada d'experiments sobre adaptació susceptibles d'estudis comparatius a causa de la seva diversitat i relativa simplicitat.
El creixement de les plantes és també un procés distintiu a causa de la seva plasticitat, un fenomen que encara no es comprèn totalment. A causa que les plantes són immòbils i estan ancorades a un substrat presenten una extrema capacitat per modificar el seu hàbit de creixement. Les plantes no poden escapar d'un predador, d'un competidor o d'una condició ambiental que impedeixi el seu normal desenvolupament. Per aquesta raó responen adaptativament modificant el seu creixement i desenvolupament per formar estructures bastant allunyades de les usuals. Aquests canvis dramàtics en l'aspecte d'un mateix individu davant diferents condicions de l'ambient permet abordar un altre aspecte essencial de la biologia: la manera en què els gens interaccionen amb l'ambient per determinar la forma i la grandària de l'organisme, o -en altres paraules- quina és la base genètica de la plasticitat.
A part dels avenços de la botànica pura, la botànica aplicada ha evolucionat des de l'antiguitat per trobar noves respostes a les creixents necessitats humanes, tant en l'alimentació com en les aplicacions mèdiques, tèxtils, industrials i com a font d'energia renovable. En l'actualitat, nombrosos investigadors arreu del món dediquen el seu treball a trobar fonts noves d'energia, les que es basen en processos de fermentació del blat de moro o altres espècies per produir etanol o metanol, i fins i tot en la fotosíntesi i posterior combustió d'algues. La bioremediació mitjançant l'ús de plantes, fongs i algues és un altre aspecte central en les investigacions actuals per alleujar l'efecte de la contaminació produïda per deixalles tòxiques. Així mateix, el paper de les plantes en la medicina s'està expandint més enllà del seu ús tradicional i continu en farmàcia, per tractar de convertir diverses espècies de plantes en factories d'anticossos monoclonals contra el càncer i altres compostos biofarmacèutics. El paper d'altres organismes, tals com els fongs, en la recerca de nous compostos per al tractament de diverses malalties també ha crescut. L'enginyeria genètica de plantes ha pres un lloc, al costat de la millora genètica convencional, com una manera de crear nous caràcters beneficiosos per als conreus. De fet, la majoria de cultius destinats a aliment, farratge, fonts de fibres tèxtils i olis comestibles s'estan modificant genèticament per incrementar la seva tolerància a malalties, sequera, baixa temperatura, diversos herbicides i a l'herbivoria.
Al llarg de la història, el destí de l'espècie humana ha estat inexorablement associat a les plantes, des del desenvolupament de l'agricultura, passant pels grans viatges de descobriment incentivats per la recerca d'espècies exòtiques fins a la Revolució verda. No existeix cap raó per a suposar que el nostre destí està actualment més separat de les plantes que fa segles o mil·lennis. De fet, la dependència de l'ésser humà pel que fa a les plantes sembla cada vegada major, tenint en compte que la major part de la provisió d'aliments del món prové de solament unes vint espècies de plantes. El seu coneixement, de la seva estructura, funcionament i interrelacions, el manteniment de la seva diversitat i el seu aprofitament per suplir les necessitats humanes continuaran sent la missió de la botànica per als propers segles.